# COVID-19 전염병이 교육에 미치는 영향

as of February 2021 코로나19로 인한 휴교 영향 학습자
전면 휴교
부분 휴교
학업 중단
온라인 학습
휴교 금지
데이터 없음

COVID-19의 대유행은 전 세계 교육 시스템에 영향을 미쳤고, 이는 학교, 유아 교육 및 보육(ECEC) 서비스, 단과 대학 및 종합 대학을 완전히 폐쇄하도록 하는 데 영향을 미쳤다.

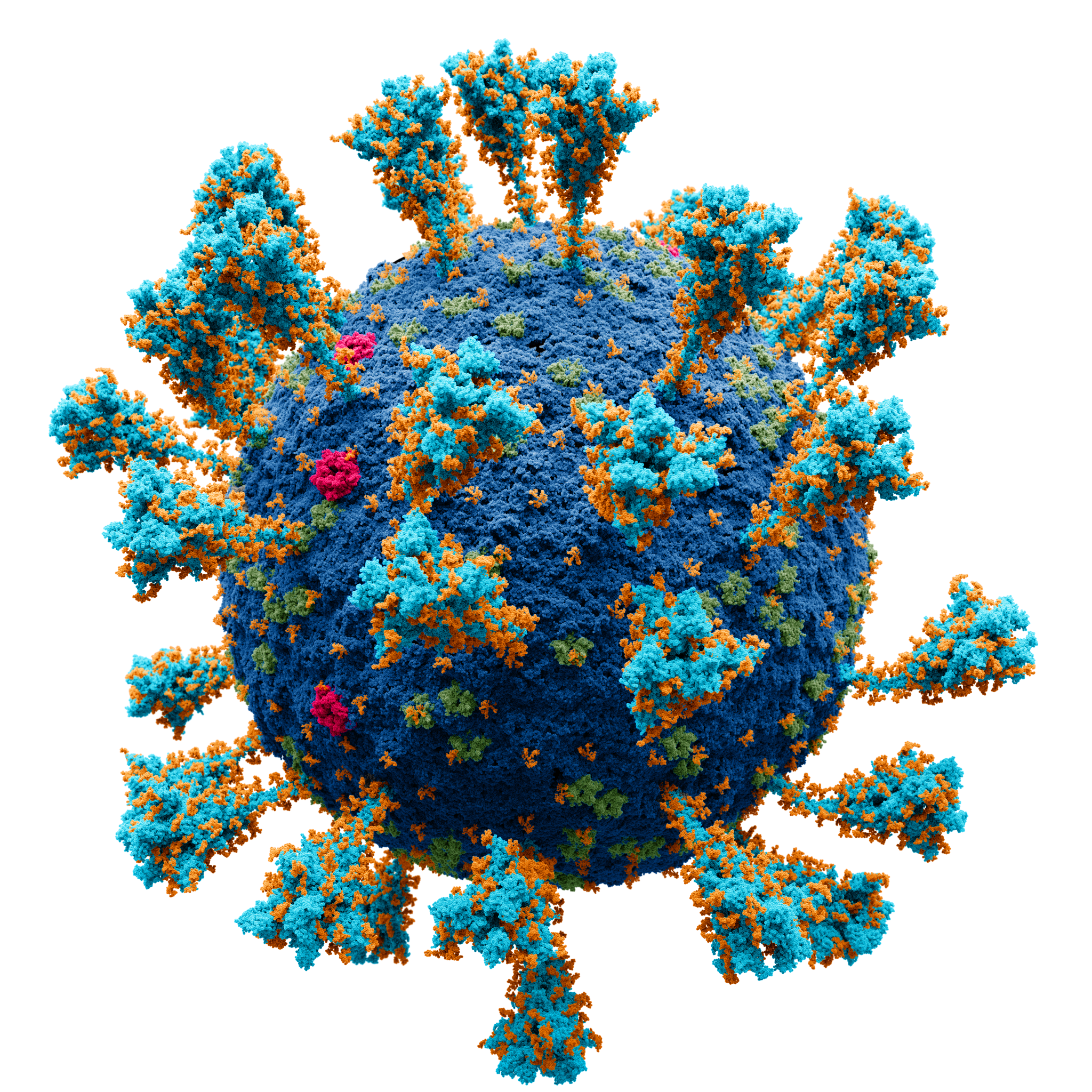
코로나19 팬데믹 COVID-19 (질병)·SARS-CoV-2 (바이러스)

대부분의 정부는 COVID-19의 확산을 줄이기 위해 교육 기관을 일시적으로 폐쇄하기로 결정했다. 2021년 1월 12일 현재 약 8억 2,500만 명의 학습자가 전염병에 대한 대응인 학교 폐쇄로 인해 영향을 받고 있다. 유니세프 모니터링에 따르면 한 번에 23개국이 전국적인 폐쇄 조치를 시행했고 40개국이 지역 폐쇄 조치를 취하여 전 세계 학생 인구의 약 47%에 영향을 미쳤다. 그리고 112개국의 학교만이 문을 열었다.
부족한 교육 선택권은 더 많은 교육을 받은 사람들보다 적은 재정적 자원을 가진 사람들에게 영향을 미쳤다. 새로운 온라인 프로그램으로 인해 교육 업무는 학교에서 가족과 개인으로 분담 되었고, 결과적으로 컴퓨터와 홈스쿨링에 의존하는 사람들보다 학교에 의존하는 모든 사람들이 더 많은 어려움을 겪었다. 유아 교육 및 돌봄(ECEC)과 학교 폐쇄는 학생, 교사 및 가정에 영향을 미쳤으며 이는 광범위한 경제적, 사회적 결과로 이어졌을 것으로 예상된다. 휴교는 학자금 부채, 디지털 학습, 식량 안보, 노숙자 뿐만 아니라 보육, 의료, 주택, 인터넷 및 장애 서비스에 대한 접근을 포함한 다양한 사회 및 경제적 문제를 조명했다. 불우 아동 및 그 가족의 경우 그 영향이 더 심하여 학습 장애, 영양 불량, 육아 문제, 이로 인한 경제적 비용 등을 일할 수 없는 가정에 발생시켰다.
학교 폐쇄에 대응하여, 유네스코는 원격 학습 프로그램 및 학교와 교사가 원격으로 학습자에게 접근하고 교육 중단을 제한하기 위해 사용할 수 있는 개방형 교육 응용 프로그램과 플랫폼을 사용할 것을 권고했다.

## 과거 휴교

인도의 케랄라에 사는 한 학생은 온라인으로 수업을 듣는다

비의약품적 개입과 사회적 거리 두기, 자가 격리 등의 예방 조치를 통해 COVID-19의 확산을 늦추려는 노력은 100여 개 국가에서 초, 중, 고등교육의 광범위한 폐교를 촉발시켰다.
이전의 전염병 발병은 다양한 수준의 효과와 함께 전 세계적으로 광범위한 휴교를 유발했다. 수학 모형은 폐교에 의해 전파가 지연될 수 있음을 보여주었다. 그러나, 효과는 아이들이 학교 밖에서 유지하는 접촉에 달려 있다. 휴교는 특히 신속하게 제정될 때 사례와 사망을 줄이는 데 효과적이다. 만약 학교 폐쇄가 발생에 비해 늦게 일어난다면, 그것들은 덜 효과적이고 전혀 영향을 미치지 않을 수 있다. 또한 휴교 기간 후 개교하여 감염률이 증가한 사례도 있다. 공개 집회 금지 등 다른 개입과 동시에 폐교가 발생하는 경향이 있어 폐교가 미치는 구체적인 영향을 가늠하기 어려울 수 있다.
1918년부터 1919년까지 미국에서 유행했던 인플루엔자 유행 기간 동안, 학교 폐쇄와 대중 집회 금지는 총 사망률을 낮추는 것과 관련이 있었다. 일찍이 그러한 개입을 시행한 도시들은 더 늦게 최고 사망률에 도달하였다. 스페인 독감에 대한 미국 43개 도시의 반응에 대한 연구에 따르면 학교는 평균 4주 동안 문을 닫았다. 학교 폐쇄는 1957-58년 발병 기간 동안 아시아 독감으로 인한 이환율을 90%까지 감소시켰으며, 2004-2008년 미국에서 인플루엔자 통제 시 최대 50%까지 감소시키는 것으로 나타났다.

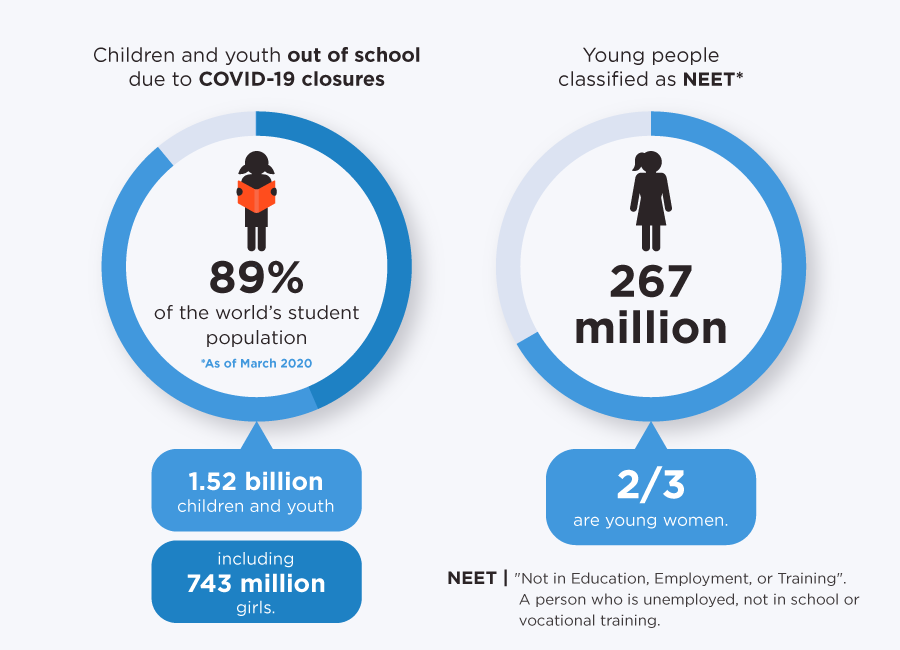
코로나19 폐교로 인한 아동·청소년 및 니트로 분류된 청소년

2009년 영국에서 돼지 독감이 발생했을 때, '란셋 감염병'에 발표된 '독감 팬데믹 중 학교 폐쇄'라는 제목의 기사에서 역학자 그룹이 감염 경로를 중단하고 추가 확산을 늦추고 백신 연구와 생산을 위한 시간을 벌기 위해 학교 폐쇄를 지지했다. 일본 오이타시에서 발생한 휴교 사태는 감염이 절정에 달했을 때 감염 학생 수가 성공적으로 줄어든 것으로 나타났지만, 휴교로 전체 감염 학생 수가 크게 줄지는 않은 것으로 나타났다. 의무 휴교 및 기타 사회적 거리 두기 조치는 인플루엔자 전염률 29%~37% 감소와 관련이 있었다. 미국의 조기 휴교는 2009년 신종 플루 유행의 정점을 지연시켰다. 전반적인 폐교 성공에도 불구하고, 미시간주는 학교 폐쇄에 대한 연구는 "지구 차원의 사후 대응적인 학교 폐쇄는 효과적이지 않다."
2009년 영국에서 신종플루가 발병했을 때, 한 무리의 역학자들이 감염 과정을 중단하고, 더 이상 확산되지 않고, 백신 연구와 생산에 시간을 벌기 위해 학교 폐쇄를 지지했다. 1918년 독감 대유행, 1957년 인플루엔자 대유행, 1968년 독감 대유행을 포함한 이전의 인플루엔자 대유행을 연구한 그들은 특히 의사와 간호사의 절반이 16세 미만의 자녀를 둔 여성으로 학교 폐쇄가 경제적, 노동적 영향을 미쳤을 것이라고 보고했다. 그들은 또한 프랑스 학교 방학 동안 프랑스의 인플루엔자 확산의 역학을 조사했고, 학교가 문을 닫으면 독감 사례가 줄었고, 그들이 다시 문을 열었을 때 다시 나타났다고 언급했다. 그들은 1999-2000년 독감 시즌에 이스라엘 교사들이 파업에 들어갔을 때, 의사 방문과 호흡기 감염자 수가 각각 5분의 1 이상, 2분의 1 이상 감소했다고 언급했다.

## 위험 통제
미국 질병통제예방센터는 학교와 보육 시설의 경우 지역사회 확산과 무관하게 감염자가 학교 건물에 있었던 경우 청소나 소독을 위해 단기 휴업을 권고하고 있다. 지역사회 전파가 최소에서 중간 정도일 때, 현장 학습, 집회, 체육이나 합창 교실, 급식소 식사 등 대규모 모임의 연기 또는 취소, 책상 사이의 공간 확대, 도착 및 해고 시간 등 사회적 거리 두기 전략이 시행될 수 있다. 필수 방문자, 그리고 독감과 유사한 증상이 있는 아이들을 위한 별도의 보건소 위치를 사용한다. 지역사회에 상당한 전파가 있을 경우 사회적 거리 두기 전략 외에 학교 해고를 연장하는 방안도 고려할 수 있다.
전염병이 진행됨에 따라, 학교들은 원격 학습을 계속하거나 다시 문을 열기로 결정할 수 있다. 코호트, 순환 일정, 교실에서의 점심 식사, 야외 공간 활용과 같은 전략은 긴밀한 접촉을 최소화하는 몇 가지 방법이다. 추가적인 주의 사항으로는 안면 마스크, 손 소독기 스테이션, 물리적 거리 두기가 가능하도록 교실 재배치, 잦은 청소 등이 있다. CDC는 재개장 계획 과정에서 행정관들을 돕기 위해 학교 결정 트리를 만들었다. 미국 소아과 학회는 바이러스에 대한 새로운 정보가 등장함에 따라 재입국 정책이 유연하고 대응할 필요가 있다고 촉구한다.
국립과학원의 경우 K-5등급과 특수 요구가 있는 학생에 대한 직접 지도가 우선 되어야 아이들이 뒤처지지 않는다는 입장이다. 어린 아이들은 직접 학습하지 않고는 장기적인 학업 결과와 발달 적자로 고통 받을 위험이 더 높다.

## 학문적 청렴
학문적 진실성에 대한 영향은 전 세계적으로 관찰되어 왔다. 계약 부정행위, 학업 파일 공유, 시험 부정행위의 증가가 특히 문제가 되는 것으로 나타났다. 원격 학습으로, 부정행위는 학생들에게 훨씬 더 쉬워졌다. 배우느니 차라리 수업에서 성공하고 싶은 학생들의 후회는 없다. 온라인 교육은 또한 저작권 및 강의의 승인되지 않은 오용 등 아직 해결되지 않은 다양한 법적 문제를 노출시켰다.
많은 기관들이 시험 감독을 인수하기 위해 상업 서비스로 눈을 돌렸지만, 거의 즉시 학생들의 사생활, 감시, 그리고 학생들의 정신 건강에 미치는 영향에 대한 우려가 제기되었다.
학생과 교사의 상호작용이 부족했기 때문에 학생들은 그들의 일의 진실성에 대한 열정을 덜 느끼게 되었다. 학생들은 코로나19로 인해 교육의 중요성이 떨어졌다는 이유만으로 반쯤 완성한 과제를 제출하거나, 수업 시간에 친구들에게 답을 얻거나, 아예 아무것도 제출하지 않았다.

## 성차별
COVID-19 범유행으로 여성과 남성 간 교육 격차가 확대됐다. COVID-19의 빠른 확산은 많은 여성들이 관리인으로서의 전통적인 역할을 하도록 강요했다. 팬데믹 기간 동안 여성의 교육에 영향을 미치는 일반적인 성별 격차는 더 높은 중퇴율, 가정 폭력, 아동 결혼, 조기 임신 및 아동 노동 착취를 가능하게 하는 재정이다. 여성 보호자는 아픈 가족을 돌보기 위해 학교를 중퇴하거나 가족의 수입원이 된다. 학교 이수율에서 성별 격차가 있는 환경에서, 소녀들은 소득 창출 활동이나 돌봄을 맡거나 임신을 하게 되면 봉쇄 후 학교로 돌아가지 않을 위험이 증가한다. 증가된 실업률과 높은 여학교 중퇴율 사이에는 상관관계가 있다. Malala Fund의 연구는 전염병의 결과로, 개발도상국의 2천만 명의 소녀들이 결코 교실로 돌아오지 않을 것이라고 추정한다. 결과적으로, 특히 빈곤한 나라에서, 복학하는 여성의 수준이 감소하고 있다. 유네스코는 전 세계 교육 등록 학생 총 인구 중 89% 이상이 코로나19 폐쇄로 인해 현재 학교를 쉬고 있는 것으로 추정하고 있다. 이것은 15억 4천만 명의 어린이들과 거의 7억 4천 3백만 명의 소녀들을 포함하여 청소년들은 학교나 대학에 등록했다. 전염병 기간 동안 학교에 다니는 여성들은 원격 학습과 관련된 기술적 문제에 직면했다고 보고했다. 이 보고서는 2020년에 수집된 국립 연구 STEM 교수 및 학생(NSSFS)의 데이터를 사용하여 미국 STEM 교수 및 학생 간 원격 교수/학습으로 전환한 경험의 성별 차이를 설명한다. 조사에 따르면, 여성들은 남성들을 상대로 원격 학습에서 더 높은 기술적 문제를 보고했다. 여성들이 원격학습에서 어려움을 느낀 두 가지 주요 영역은 과정 설계에 대한 적응성과 대면 학교에서 원격 온라인 학습 커리큘럼으로 전환한 것이다. 빈곤국들은 여성 교육에 대한 비용을 지불하기 위해 저소득 가구의 인터넷 사용을 감당할 수 없어 성별 격차가 증가했다고 보고했다. 또한, 여성 교육보다는 남성 교육에 대한 선호가 있었으며, 이는 이들이 단독 제공자로 간주되었기 때문이다. 이 소녀들 중 1억 1,100만 명 이상이 교육을 받는 것이 이미 힘든 세계에서 가장 저개발 국가에 살고 있다. 교육의 성 격차가 가장 큰 극심한 빈곤, 경제적 취약성, 위기의 맥락이다. 말리, 니제르, 남수단에서는 여학생의 입학률과 이수율이 가장 낮은 3개국에서는 폐교로 인해 4백만 명 이상의 여학생들이 학교를 그만두게 되었다. 성 격차의 확대는 여성 교육에 영향을 미치는데, 이는 대유행을 넘어 그들의 미래로 스며들 것이다. 여성 교육을 위한 기금을 모으기 위한 유네스코와 다른 단체들의 노력은 여러 번 있었지만, 전염병의 재정적 어려움 때문에, 그러한 노력들은 부족했다. 이 문제에 대한 정부의 개입 부족과 팬데믹 기간 동안 교육의 성 격차에 대한 증가하는 우려를 해결할 수 없는 것은 전 세계적으로 여성의 교육 기회를 제한했다.

## 인종차별
코로나19가 팬데믹 기간 동안 온라인 학습의 인종 격차에 미치는 영향은 연구 주목을 받았다. Urban Institute의 최근 연구는 이러한 발견들 중 일부를 다룬다. Urban의 연구는 컴퓨터와 인터넷에 대한 접근의 문제를 지적한다. 2018년 알래스카 원주민 가구 중 48%가 컴퓨터를 사용할 수 없는 것으로 조사되었으며, 이에 비해 흑인 가구의 35%, 라틴계 가구의 35%, 백인 가구의 19%가 컴퓨터를 사용할 수 없는 것으로 나타났다. 컴퓨터와 인터넷에 대한 최소한의 접근은 학령기 자녀를 둔 흑인 및 히스패닉 가구의 1.3~1.4배에서 백인 가구보다 많았으며, 저소득 가구 5명 중 2명 이상이 제한된 접근성을 가지고 있는 것으로 나타났다.
2021년 흑인교육연구집단의 보고서는 코로나19 팬데믹이 흑인 교육에 미치는 영향을 분석한다. 흑인 학생, 학부모, 교육자, 커뮤니티 회원들이 코로나 기간 동안 어떻게 체계적인 인종차별을 경험하는지 평가한다. 이 연구는 팬데믹이 어떻게 전국의 교육을 중단시켰는지 보여주고자 하며, 기존의 인종 및 경제적 불평등을 강조하고자 한다. 이 연구는 또한 발병 이전에도 주로 흑인, 원주민 및 기타 다수 소수 지역의 취약 지역 학생들은 자원(책에서 상담자에 이르는)에서 학생-교사 비율 및 과외 활동에 이르기까지 모든 면에서 격차에 직면했다고 주장한다.

## 타임 라인
- 1월 26일: 중국은 춘제 연휴 기간 연장 등 코로나19 대응책을 가장 먼저 시행하고 전국 모든 대학과 학교를 휴교한 첫 번째 국가가 됐다.[74]

- 3월 4일: 유네스코는 3월 3일 학교 폐쇄와 학생들에 대한 첫 번째 세계 수치를 발표했다. 그것은 3개 대륙의 22개국이 학교와 대학의 임시 휴교를 포함한 예방 조치를 제정하여 전 세계 2억 950만 명의 학생들에게 영향을 주었다고 보고했다. 이에 대응하여, 유네스코는 영향을 받는 학생들과 가족들을 지원하고 대규모 포괄적 원격 학습 프로그램을 촉진할 것을 요청했다.[75]

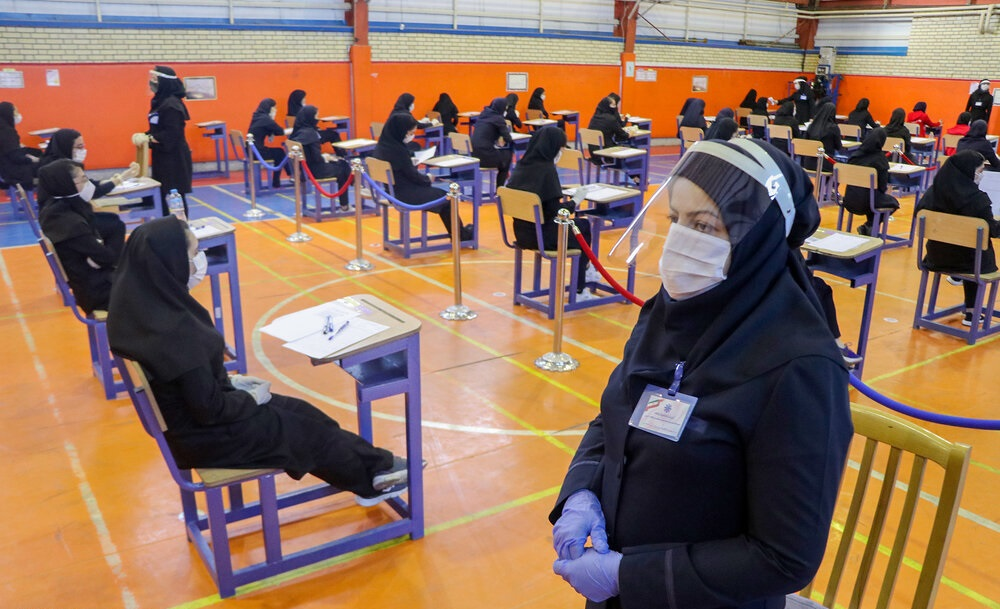
학생들은 2020년 6월 6일 이란 타브리즈에서 연말 시험을 치른다.

- 학생들은 2020년 6월 6일 이란 타브리즈에서 연말 시험을 치른다.3월 5일: 코로나19 긴급 조치의 영향을 받은 학습자의 대다수는 중국에 위치해 있으며, 2억 3,300만 명의 학습자가 영향을 받았으며, 일본이 1,650만 명, 이란이 1,450만 명으로 그 뒤를 이었다.[76]

- 3월 10일: 유네스코에 따르면 전 세계 학생 5명 중 1명은 "코로나19 위기 때문에 학교를 쉬고 있다"고 했고, 4명 중 1명은 고등 교육기관에서 금지되었다.[77]

- 3월 13~16일: 3월 13일, 전국 39개국과 22개 국지적 휴교를 포함한 49개국의 정부가 휴교를 발표하거나 시행했다.[22] 유네스코에 따르면 3월 16일까지 이 수치는 73개국으로 증가했다.[22]

- 3월 19일: 전 세계 학생의 총 50%가 휴교로 인해 영향을 받았는데, 이는 102개국의 전국 휴교와 10억 명의 사람들에게 영향을 미치는 11개국의 지역 휴교에 해당한다.

- 3월 20일: 전 세계 학습자의 70% 이상이 휴교에 영향을 받았으며, 전국 124개 학교가 휴교에 들어갔다.[22]

- 3월 27일: 세계 학생 인구의 거의 90%가 수업을 받지 못했다.[78]

- 3월 29일: 전국적으로 15억 명 이상의 어린이들과 다른 학생들이 휴교에 의해 영향을 받았다. 다른 것들은 국지적인 폐쇄로 인해 혼란에 빠졌다.[19]

- 4월 중순: 코로나19 팬데믹으로 인해 전 세계적으로 총 17억 2500만 명의 학생들이 학교와 고등 교육기관의 휴업에 영향을 받았다. 유네스코 모니터링 보고서에 따르면, 192개국이 전국적인 폐쇄를 시행하여 세계 학생 인구의 약 99%에 영향을 미쳤다.[79]
- 6월 30일: CDC는 초등, 중등, 고등 교육 기관에 대한 지침을 개정했는데, 여기에는 학생과 교직원에 대한 보편적인 테스트를 명시적으로 권장하지 않았다. 질병 관리 본부는 오히려 코로나19 증상을 보이고 있거나 코로나19 확진자와 접촉한 사람만 검사하도록 권고했다.[80][81]

- 2021년 1월 12일 현재 약 8억 2천 5백만 명의 학습자가 대유행의 대응으로 휴교로 인해 영향을 받고 있다. 유니세프 모니터링에 따르면 현재 23개국이 전국적으로 휴교를 시행하고 있고 40개국이 지역 휴교를 시행하고 있어 세계 학생 인구의 약 47%에 영향을 미치고 있다. 112개국의 학교가 현재 개교 중이다.[3]

## 휴교

G20 국가에서 코로나19 팬데믹으로 인한 휴교 주간

### 전국 폐쇄
| 국가 및 영토              | 취학 전에서 중등 교육까지 등록한 학습자 수 | 고등 교육 프로그램에 등록한 학습자 수 | 추가 정보 | 참조                                                    |
| ------------------------- | ------------------------------------------ | ------------------------------------- | --- | ------------------------------------------------------- |
| 아프가니스탄              | 9,608,795                                  | 370,610                               | | [ 22 ]                                                  |
| 알바니아                  | 520,759                                    | 131,833                               | 학교는 2주 동안 문을 닫았다. | [ 22 ] [ 82 ] [ 83 ]                                    |
| 알제리                    | 9,492,542                                  | 743,640                               | | [ 22 ]                                                  |
| 아르헨티나                | 11,061,186                                 | 3,140,963                             | | [ 22 ] [ 84 ]                                           |
| 아르메니아                | 437,612                                    | 102,891                               | | [ 22 ]                                                  |
| 오스트리아                | 1,278,170                                  | 430,370                               | 학교는 3월에 문을 닫았으며, 그들은 5월에 다시 문을 열었다. | [ 22 ] [ 85 ] [ 86 ]                                    |
| 아제르바이잔              | 1,783,390                                  | 200,609                               | | [ 22 ]                                                  |
| 바레인                    | 247,489                                    | 44,940                                | | [ 22 ]                                                  |
| 방글라데시                | 36,786,304                                 | 3,150,539                             | 학교와 대학은 문을 닫았다. | [ 22 ]                                                  |
| 벨기에                    | 2,457,738                                  | 526,720                               | 학교는 문을 닫았지만, 어린이집은 여전히 열려 있었다. 학교는 9월 1일에 재개교했다. | [ 22 ] [ 87 ]                                           |
| 부탄                      | 176,488                                    | 11,944                                | | [ 22 ]                                                  |
| 볼리비아                  | 2,612,837                                  | —                                     | | [ 22 ]                                                  |
| 보스니아 헤르체고비나     | 428,099                                    | 95,142                                | 학교와 대학 모두 문을 닫았다. 4학년까지의 초등학교는 9월 1일에 재개교했다. 중학교는 2주 후에 재개교했지만, 추후 통지가 있을 때까지 2020년 10월에 온라인으로 돌아왔다. | [ 22 ] [ 88 ] [ 89 ] [ 90 ]                             |
| 불가리아                  | 974,469                                    | 249,937                               | 학교와 대학 모두 문을 닫았다. | [ 22 ] [ 91 ]                                           |
| 부키 나 파소              | 4,568,998                                  | 117,725                               | 부르키나파소는 3월 16일부터 3월 31일까지 모든 유치원, 초등학교, 초등학교, 중학교, 전문대학, 대학교 기관들을 폐쇄했다. | [ 22 ]                                                  |
| 캐나다                    | 25,017,635                                 | 1,625,578                             | 3월 16일, 브리티시컬럼비아주와 유콘주를 제외한 모든 학교가 주와 준주 차원에서 휴교했다. 그러나 유콘 학교는 3월 16일에 봄방학을 시작했고 2020년 3월 18일에 휴교가 2020년 4월 15일까지 연장되었다. 3월 17일, 브리티시컬럼비아주의 K-12 학교는 무기한 휴교되었다. 모든 교육 기관들은 3월 말에 문을 닫았다. 여름 방학 이후, 모든 학교들은 다음 학년을 위해 다시 문을 열었다. | [ 22 ] [ 92 ] [ 93 ] [ 94 ] [ 95 ]                      |
| 캄보디아                  | 3,310,778                                  | 211,484                               | | [ 22 ]                                                  |
| 케이맨 제도               | 9,182                                      | —                                     | | [ 22 ]                                                  |
| 칠레                      | 3,652,100                                  | 1,238,992                             | 세바스티안 피녜라 칠레 대통령은 학생들 사이에서 코로나바이러스가 확인된 경우에만 전국의 학교들이 문을 닫을 것이라고 발표했다. | [ 22 ] [ 96 ]                                           |
| 콜롬비아                  | 9,124,862                                  | 2,408,041                             | | [ 22 ]                                                  |
| 코스타리카                | 1,100,782                                  | 216,700                               | | [ 22 ]                                                  |
| 아이보리 해안             | 6,120,918                                  | 217,914                               | 2020년 3월 16일 자정부터 30일간 모든 유치원, 초, 중, 고등 교육기관이 휴업했다. | [ 22 ]                                                  |
| 크로아티아                | 621,991                                    | 165,197                               | 모든 학교는 2020년 3월에 문을 닫았고, 1~4학년은 2020년 5월에 다시 문을 열었으며, 나머지 학교들은 여름 방학이 끝난 후 2020년 9월 7일에 다시 문을 열었다. | [ 22 ] [ 97 ]                                           |
| 키프로스                  | 135,354                                    | 45,263                                | | [ 22 ]                                                  |
| 체코 공화국               | 1,715,890                                  | 352,873                               | 학교와 대학 모두 문을 닫았다. | [ 22 ]                                                  |
| 조선 민주주의 인민 공화국 | 4,229,170                                  | 526,400                               | | [ 22 ]                                                  |
| 덴마크                    | 1,185,564                                  | 312,379                               | 학교와 대학 모두 문을 닫았다. | [ 22 ] [ 98 ]                                           |
| 에콰도르                  | 4,462,460                                  | 320,765                               | | [ 22 ]                                                  |
| 이집트                    | 23,157,420                                 | 2,914,473                             | 초등학교 1학년부터 예비 3학년까지의 학년은 집에서 공부를 했다. 중학교 1학년과 2학년은 집에서 시험을 치르고, 3학년 학생들은 학교에서 평소와 같이 시험을 봤다. | [ 22 ]                                                  |
| 엘살바도르                | 1,414,326                                  | 190,519                               | 나입 부켈레 살바도르 대통령은 페루와 파나마에서도 비슷한 조치를 취하자 모든 학교에 3주간 휴교령을 내렸다. | [ 22 ]                                                  |
| 적도 기니                 | 160,019                                    | —                                     | | [ 22 ]                                                  |
| 에스토니아                | 224,987                                    | 47,794                                | 학교는 문을 닫았다. | [ 22 ] [ 99 ]                                           |
| 에티오피아                | 23,929,322                                 | 757,175                               | 에티오피아는 모든 학교를 폐쇄하고 모든 공개 집회를 금지했다. | [ 22 ]                                                  |
| 피지                      | 421,329                                    | 32,565                                | 모든 학교와 대학은 적어도 2020년 6월까지 물리적으로 문을 닫을 것이다. 2020년 4월 19일, 첫 사례가 확인된 지 한 달 만에 교육부는 모든 초·중·고교가 모든 학년에 걸쳐 온라인 학습으로 전환하기 시작하며, 2020년 5월 4일부터 온라인 수업이 시작될 것이라고 확인했다. 모든 대학은 이미 온라인 학습으로 전환했으며 2020년 4월 2일부터 수업을 시작했다. |                                                         |
| 프랑스                    | 12,929,509                                 | 2,532,831                             | 대부분의 초등학교는 5월 11일에 재개교했다. 대학들은 여전히 문을 닫는다. | [ 22 ] [ 100 ]                                          |
| 가봉                      | 468,362                                    | 10,076                                | | [ 22 ]                                                  |
| 그루지야                  | 732,451                                    | 151,226                               | | [ 22 ]                                                  |
| 독일                      | 12,291,001                                 | 3,091,694                             | | [ 22 ]                                                  |
| 가나                      | 9,253,063                                  | 443,693                               | 학교는 1월에 재개교했다. | [ 22 ]                                                  |
| 중국                      | 233,169,621                                | 42,266,464                            | 바이러스의 발생국으로써, 중국은 학교 폐쇄를 의무화한 첫 번째 국가였다. 춘절 연휴에 이어, 중국은 거의 2억 명의 학생들에게 집에 머물면서 온라인으로 교육을 계속할 것을 요청했다. 유네스코에 따르면, 중국은 3월에 재개교를 시작했다. 참고 항목: - 홍콩의 코로나19 팬데믹 - 마카오의 코로나19 팬데믹 | [ 22 ] [ 101 ] [ 102 ]                                  |
| 그리스                    | 1,469,505                                  | 735,027                               | 학교와 대학 모두 두 달 동안 문을 닫았다. 그리고 5월에 다시 문을 열었다. 새 학년은 9월 14일에 시작되었고, 유치원부터 고등학교까지의 학생들에게 안면 마스크 착용을 의무화했다. 그러나 11월 6일 2차 전국 봉쇄로 인해 중학교와 고등학교가 다시 문을 닫았고, 초등학교와 유치원도 일주일 후에 문을 닫았다. | [ 22 ] [ 103 ] [ 104 ]                                  |
| 그레나다                  | 26,028                                     | 9,260                                 | | [ 22 ]                                                  |
| 과테말라                  | 4,192,944                                  | 366,674                               | | [ 22 ]                                                  |
| 온두라스                  | 2,018,314                                  | 266,908                               | 온두라스는 2주 동안 학교를 폐쇄할 것이라고 발표했다. | [ 22 ]                                                  |
| 헝가리                    | 1,504,740                                  | 287,018                               | 학교와 대학 모두 문을 닫았다. | [ 22 ] [ 105 ]                                          |
| 아이슬란드                | 80,257                                     | 17,967                                | 학교는 문을 닫았다. | [ 22 ] [ 106 ]                                          |
| 인도                      | 286,376,216                                | 34,337,594                            | 3월 16일, 인도는 전국적으로 학교와 대학의 폐쇄를 선언했다. 3월 19일, 대학 보조금 위원회는 대학들에게 시험을 3월 31일까지 연기할 것을 요청했다. CBSE와 ICSE 이사회에 의해 시행된 이사회 시험은 처음에는 3월 31일로 연기되었고 나중에는 7월로 연기되었다. 온라인 학습은 코로나 이전에도 불구하고 인도의 4분의 1(24%) 가구만이 인터넷에 접속할 수 있었고 시골과 도시, 성별의 큰 차이가 있었다. 2021년 4월까지 거의 모든 주에서 개교했다. | [ 22 ] [ 107 ] [ 108 ] [ 109 ] [ 110 ]                  |
| 인도네시아                | 60,228,569                                 | 8,037,218                             | 학교와 대학은 문을 닫았다. 학생들은 Google Classroom과 같은 온라인 교육 애플리케이션을 사용하여 집에서 공부한다. 나디엠 마카림 인도네시아 교육문화부 장관은 TVRI에 교육용 TV 블록을 개설하고 연말까지 온라인으로 공부할 수 있는 시나리오를 준비했다. | [ 22 ]                                                  |
| 이란                      | 14,561,998                                 | 4,073,827                             | 2월 23일, 이란 보건부는 몇몇 도시와 지방에 있는 대학, 고등 교육 기관, 학교들을 폐쇄한다고 발표했다. | [ 22 ] [ 111 ]                                          |
| 이라크                    | 7,010,788                                  | 424,908                               | 2020년 2월에 첫 휴교가 이루어졌다. 2020년 11월, 학교는 사회적 거리 두기를 유지하기 위한 노력으로 아이들에게 문을 열고 주 5일 대신 주 6일 동안 운영하기 시작했다. | [ 22 ] [ 112 ]                                          |
| 아일랜드                  | 1,064,091                                  | 255,031                               | 2020년 3월 12일부터 2020년 8월/9월까지 전국적으로 학교, 대학, 보육 시설이 문을 닫았다. | [ 22 ]                                                  |
| 이스라엘                  | 2,271,426                                  | 210,041                               | 2020년 9월 13일, 정부는 학교, 쇼핑몰, 호텔의 전면 폐쇄를 포함한 3주간의 긴 봉쇄를 발표했다. | [ 22 ] [ 113 ]                                          |
| 이탈리아                  | 9,039,741                                  | 1,837,051                             | 학교와 대학 모두 문을 닫았다. | [ 22 ]                                                  |
| 자메이카                  | 552,619                                    | 74,537                                | | [ 22 ]                                                  |
| 일본                      | 16,496,928                                 | —                                     | 2020년 2월 27일, 아베 신조(安倍晋三) 총리는 4월 초까지 모든 초등학교, 중학교, 고등학교의 폐쇄를 요청했다. 이러한 결정은 홋카이도 교육위원회가 1,600개 공립 및 사립 학교의 임시 휴교를 요구한 지 며칠 만에 내려졌다. 어린이집은 전국 휴업 요청에서 제외되었다. 3월 5일 현재, 모든 지방자치단체가 운영하는 초등학교의 98.8%가 아베의 요구에 응하여 18,923개의 학교가 문을 닫았다. | [ 22 ]                                                  |
| 요르단                    | 2,051,840                                  | 320,896                               | 2020년 3월 14일, 요르단 정부는 모든 국경을 폐쇄하고 모든 출입 항공편을 금지하고 학교와 대학을 2주 동안 폐쇄하며 모스크에서 매일 기도하는 것을 금지하는 등 발병을 막기 위한 조치를 취했다. 교육부 장관은 고등학생들에게 수업을 방송하기 위해 TV 채널을 개설한다고 발표했다. 사립학교와 대학들이 각기 다른 채널을 이용해 온라인 청취 일정을 발표했다. | [ 22 ]                                                  |
| 카자흐스탄                | 4,375,239                                  | 685,045                               | | [ 22 ]                                                  |
| 케냐                      | 13,751,830                                 | 562,521                               | 케냐 나이로비, 4월 26일 – 케냐 학교들은 코로나바이러스 확산을 막기 위한 정부의 지침에 따라 앞으로 한 달 동안 휴교 상태를 유지할 것이다. 5월 30일, 교육 CS는 국가 대응 위원회의 보고서를 받은 후 학교는 계속 문을 닫아야 한다고 말했다. 그들은 정부가 개교 시기가 되면 적절한 지침을 제공할 것이라고 덧붙였다. 그러나 보고서는 학교가 9월에 개교해야 하고 표준 8과 4의 학생들은 2021년 2월에 국가 시험을 치러야 한다고 권고했다. | [ 22 ]                                                  |
| 쿠웨이트                  | 632,988                                    | 116,336                               | | [ 22 ]                                                  |
| 키르기스스탄              | 1,443,925                                  | 217,693                               | | [ 22 ]                                                  |
| 라트비아                  | 313,868                                    | 82,914                                | 학교는 4월 14일까지 문을 닫았다. | [ 22 ] [ 114 ]                                          |
| 레바논                    | 1,132,178                                  | 231,215                               | 어린이집은 문을 닫았다. 학교, 대학, 대학교는 원격 학습을 시행했다. | [ 22 ]                                                  |
| 레소토                    | 313,868                                    | 82,914                                | 레소토는 3월 18일 국가 비상사태를 선포하고 4월 17일까지 휴교했다. (그러나 학교 급식이 계속되도록 허용했다.) | [ 22 ] [ 115 ]                                          |
| 리비아                    | 1,510,198                                  | 375,028                               | | [ 22 ]                                                  |
| 리투아니아                | 460,257                                    | 125,863                               | 어린이집은 문을 닫았다. 학교, 대학, 대학교는 원격 학습을 시행했다. | [ 22 ] [ 116 ]                                          |
| 룩셈부르크                | 102,839                                    | 7,058                                 | 학교는 문을 닫았다. | [ 22 ] [ 117 ]                                          |
| 말레이시아                | 6,677,157                                  | 1,284,876                             | 학교와 대학은 3월 18일부터 문을 닫았고, 7월 15일에 1-4 학생 및 초등학교 5-6 양식에 한해 다시 재개교했다. | [ 22 ]                                                  |
| 모리타니                  | 928,218                                    | 19,371                                | | [ 22 ]                                                  |
| 멕시코                    | 33,159,363                                 | 4,430,248                             | 2020년 3월 13일, UNAM과 테크 드 몬테레이를 포함한 여러 대학이 가상 수업으로 전환했다. 다음 날, 공교육 사무국은 학교의 모든 스포츠 및 시민 행사가 취소될 것이라고 발표했다. 또한 3월 14일, 교육 사무국은 원래 4월 6일에서 17일까지 계획되었던 부활절 휴가가 예방 조치로 3월 20일에서 4월 20일로 연장될 것이라고 발표했다. 다음 날인 3월 14일, 공교육 사무국(SEP)은 학교의 모든 스포츠 및 시민 행사가 취소될 것이라고 발표했다. 또한 3월 14일, 교육 사무국은 원래 4월 6일에서 17일까지 계획되었던 부활절 휴가가 예방 조치로 3월 20일에서 4월 20일로 연장될 것이라고 발표했다. 같은 날 누에보레온 자치 대학교(UANL)는 206,000명 이상의 학생들을 대상으로 3월 17일부터 추가 통지가 있을 때까지 수업을 중단했다. | [ 22 ]                                                  |
| 몽골리아                  | 870,962                                    | 155,248                               | | [ 22 ]                                                  |
| 몬테네그로                | 111,863                                    | 23,826                                | 몬테네그로는 공개 집회를 금지하고 최소 2주 동안 학교를 폐쇄했다. | [ 22 ]                                                  |
| 모로코                    | 7,886,899                                  | 1,056,257                             | | [ 22 ]                                                  |
| 나미비아                  | 689,520                                    | 56,046                                | 2020년 3월 14일 모든 학교가 문을 닫았다. 이것이 자동적으로 대학에 적용되는 것은 아니지만, 그들은 또한 대면 수업을 중단했다. 재개교는 6월 2일부터 시행되는 정상화 계획의 "3단계"에만 계획되어 있다. | [ 22 ] [ 124 ] [ 125 ] [ 126 ]                          |
| 네덜란드                  | 3,336,544                                  | 875,455                               | 3월 12일, 모든 네덜란드 대학은 4월 1일까지 체육 수업을 중단했지만, 온라인 수업은 계속했다. 두 번째 휴교는 2020년 12월 16일에 시작됐다. 봉쇄가 시작된 지 하루 만의 일이다. | [ 22 ] [ 127 ]                                          |
| 뉴질랜드                  |                                            |                                       | 3월 26일 전국의 모든 학교와 대학이 문을 닫았다. 정부는 학교들이 가능한 한 빨리 원격 수업의 형태로 전환하도록 허용하면서 2주간의 휴일을 부과했다. 대학들은 일주일 동안 문을 닫았지만, 그 후 온라인 강의로 재개되었다. 다른 학교 서비스는 개방되어 있었지만, 교육은 원격 학습으로 제한되었다. 모든 학교는 5월 11일에 재개교했다. | [ 128 ] [ 129 ] [ 130 ]                                 |
| 북 마케도니아             | 298,135                                    | 61,488                                | 학교와 어린이집은 모두 문을 닫았다. | [ 22 ] [ 131 ]                                          |
| 노르웨이                  | 1,073,521                                  | 284,042                               | 학교는 문을 닫았다 | [ 22 ] [ 132 ]                                          |
| 오만                      | 780,431                                    | 119,722                               | 3월 14일부터 모든 공립 및 사립 교육 기관들이 문을 닫았다. 여기에는 보육원, 학교, 대학, 대학 등이 포함된다. | [ 133 ] [ 22 ]                                          |
| 파키스탄                  | 44,925,306                                 | 1,878,101                             | 모든 교육 기관이 열려 있었다. | [ 22 ] [ 134 ]                                          |
| 팔레스타인                | 1,404,021                                  | 222,336                               | 2021년 2월 28일부터 서안 점령 지역의 학교들은 코로나19 확산 방지를 위해 12일간 문을 닫았다. 고등학교는 이 의무에서 면제되었다. | [ 22 ] [ 135 ]                                          |
| 파나마                    | 837,246                                    | 161,102                               | 파나마의 교육부 장관 마루야 고르데이는 3월 11일부터 시작하여 적어도 4월 7일까지 전국 대부분의 공립 및 사립 학교의 수업을 중단한다고 발표했다. | [ 22 ] [ 136 ]                                          |
| 파라과이                  | 1,519,678                                  | 225,211                               | | [ 22 ]                                                  |
| 페루                      | 8,015,606                                  | 1,895,907                             | | [ 22 ]                                                  |
| 필리핀 제도               | 24,861,728                                 | 3,589,484                             | 2020년 3월 16일부터 휴교했다. 학생들은 집에서 온라인 또는 모듈식 학습을 했다. 한국은 코로나19 백신이 널리 보급될 때까지 직접 수업을 중단하라는 로드리고 두테르테 대통령의 지시에 따라 온라인 수업, 인쇄 모듈, TV/라디오 수업을 혼합한 원격 학습 시스템을 채택했다. 2021년 11월 5일 대학과 대학의 위험도가 낮은 지역에서 학급 규모를 50%로 제한하면서 직접 수업을 재개했다. 2021년 11월 15일 100개 공립 학교를 대상으로 초·고교 대면 수업 시범 실시가 시작되었다. 학교와 대학은 2022년 8월 22일부터 모든 수업을 완전히 다시 열었다. | [ 137 ] [ 138 ] [ 139 ] [ 140 ] [ 141 ] [ 142 ] [ 143 ] |
| 폴란드                    | 6,003,285                                  | 1,550,203                             | 학교와 대학 모두 문을 닫았다. | [ 22 ]                                                  |
| 포르투갈                  | 2,028,254                                  | 346,963                               | 학교와 대학 모두 문을 닫았다. | [ 22 ]                                                  |
| 카타르                    | 309,856                                    | 33,668                                | | [ 22 ]                                                  |
| 대한민국                  | 7,044,963                                  | 3,136,395                             | | [ 22 ]                                                  |
| 몰도바                    | 498,881                                    | 87,277                                | 학교와 대학 모두 문을 닫았다. | [ 22 ] [ 144 ]                                          |
| 루마니아                  | 2,951,879                                  | —                                     | 학교는 2020년 3월 11일부터 9월 13일까지, 2020년 11월 9일부터 2021년 2월 7일까지, 2021년 4월 2일부터 5월 4일까지(봄방학 기간 연장) 휴교했다. 2020년 4월 말까지 휴교 중 원격 학습은 선택 사항이었다. | [ 22 ] [ 145 ]                                          |
| 러시아                    | —                                          | —                                     | 3월 14일, 러시아 교육부는 전국의 학교에 원격 학습을 "적절하게" 채택할 것을 권고했다. 모스크바 지역은 지역 공립 학교와 유치원에 유연한 출석 정책을 도입했지만, 학교의 모든 정규 수업은 정상적으로 계속되며 부모의 재량에 따라 집에 머무르기로 선택한 아이들은 온라인으로 학습하게 됐다. 다음 날 모스크바의 사립학교들은 2주 동안 운영을 중단할 것을 촉구 받았고, 모스크바의 외국 대사관 내에 위치한 몇몇 학교들은 2주간의 격리에 들어갈 것을 권고 받았다. 모스크바 위생 국장은 기숙 학교와 고아원의 방문객을 금지하는 법령에 서명했다. 3월 16일, 모스크바는 공립 학교, 대학, 체육 학교, 보충 교육기관의 폐쇄 조치를 3월 21일에서 4월 12일까지 연장했다. 3월 23일 이후 모든 러시아 학교 격리.                 |                                                         |
| 르완다                    | 3,388,696                                  | 75,713                                | | [ 22 ]                                                  |
| 세인트루시아              | 30,925                                     | 2,237                                 | | [ 22 ]                                                  |
| 사우디 아라비아           | 6,789,773                                  | 1,620,491                             | | [ 22 ]                                                  |
| 세네갈                    | 3,475,647                                  | 184,879                               | 학교는 3월 14일부터 3-4주 동안 문을 닫았다. | [ 22 ]                                                  |
| 세르비아                  | 964,796                                    | 256,172                               | 학교와 대학 모두 문을 닫았다. | [ 22 ] [ 146 ]                                          |
| 싱가포르                  | —                                          | —                                     | 학교는 완전한 가정 교육을 실시하고 있다. 학교는 아이들을 위한 대체 숙소를 찾지 못하는 부모들을 위해서만 개방된다. | [ 147 ]                                                 |
| 슬로바키아                | 832,055                                    | 156,048                               | 학교는 문을 닫았다. | [ 22 ] [ 148 ]                                          |
| 슬로베니아                | 332,677                                    | 79,547                                | | [ 22 ]                                                  |
| 남아프리카                | 13,496,529                                 | 1,116,017                             | 시릴 라마포사 대통령은 코로나19 사태에 대응해 국가 재난을 선포하고 남아프리카공화국 부활절 연휴가 끝날 때까지 모든 학교를 휴교했다. 3월 16일, 고등교육과학기술혁신부 장관은 요하네스버그의 위츠 대학의 한 학생이 코로나 바이러스 양성 반응을 보인 것에 대응하여 전국의 대학과 대학에 영향을 미치는 공식 조치를 발표했다. | [ 22 ] [ 149 ] [ 150 ]                                  |
| 스페인                    | 7,696,101                                  | 2,010,183                             | 학교는 열려 있다. | [ 22 ] [ 151 ]                                          |
| 스리랑카                  | 4,917,578                                  | 300,794                               | 정부는 1학기가 끝나는 3월 12일부터 4월 20일까지 휴교를 명령했다. 개인 수업과 튜토리얼도 3월 26일까지 2주간 휴강했다. | [ 22 ] [ 152 ] [ 153 ] [ 154 ]                          |
| 수단                      | 8,171,079                                  | 653,088                               | | [ 22 ]                                                  |
| 스위스                    | 1,289,219                                  | 300,618                               | 학교는 열려 있다. | [ 22 ] [ 155 ]                                          |
| 시리아                    | 3,491,113                                  | 697,415                               | 학교와 대학이 문을 닫았고 어떤 형태로든 e-러닝이 발전했다. | [ 22 ]                                                  |
| 대만                      |                                            |                                       | 2020년 봄에는 2주간의 휴일이 연장되어 휴교했다. 2021년 5월 19일부터 9월 1일 새 학년이 시작될 때까지 휴교했다. 이번 2차 전국 휴업은 국내 코로나19 확진자가 급증했기 때문이다. | [ 156 ] [ 157 ]                                         |
| 태국                      | 12,990,728                                 | 2,410,713                             | | [ 22 ]                                                  |
| 트리니다드토바고          | 260,439                                    | 16,751                                | 학교는 3월에 문을 닫았다. 9월 14일부터 온라인 전용 학습. 등록금 및 현장 작업이 포함된 교육은 연기됐다. | [ 22 ]                                                  |
| 튀니지                    | 2,479,163                                  | 272,261                               | | [ 22 ]                                                  |
| 칠면조                    | 17,702,938                                 | 7,198,987                             | 3월 23일부터 온라인 전용 학습 등록금 및 현장 작업이 포함된 교육은 연기됐다. | [ 22 ]                                                  |
| 투르크메니스탄            |                                            |                                       | 투르크메니스탄의 모든 중학교에서 휴일이 4월 6일까지 연장됐다. 교육부가 예방책으로 서명한 명령은 세계보건기구(WHO) 코로나바이러스 팬데믹과 관련해 호흡기 질환의 확산을 막기 위한 것이었다. 등록금 및 현장 작업이 포함된 교육은 연기됐다. | [ 158 ]                                                 |
| 우크라이나                | 5,170,368                                  | 1,614,636                             | 학교는 문을 닫았다. | [ 22 ] [ 159 ]                                          |
| 아랍 에미리트             | 1,170,565                                  | 191,794                               | 3월 3일, 정부는 모든 사립과 공립학교와 대학이 3월 8일 일요일부터 4주 동안 문을 닫고 학생들은 2주 동안 집에서 공부할 것이라고 발표했다. 그리고 나서 3월 30일, 그들은 e-러닝 프로그램이 연말까지 계속될 것이라고 발표했다. | [ 22 ] [ 160 ]                                          |
| 영국                      |                                            |                                       | 3월 18일, 부모가 코로나바이러스 예방 노력에 특히 중요하다고 여겨지는 분야에서 일하고 있는 가장 취약한 어린이와 학생을 제외한 모든 영국 학교가 20일까지 휴교할 것이라고 발표됐다. 참고 항목: 코로나19 팬데믹이 영국 교육에 미치는 영향 | [ 161 ] [ 162 ]                                         |
| 우즈베키스탄              | 7,174,483                                  | 299,634                               | | [ 22 ]                                                  |
| 베네수엘라                | 6,866,822                                  | —                                     | 니콜라스 마두로 대통령이 베네수엘라 7개 주에 '집단 격리'를 발령하고 학교와 대학 수업을 중단했다. | [ 22 ] [ 163 ]                                          |
| 예멘                      | 5,852,325                                  | 267,498                               | | [ 22 ]                                                  |
| 잠비아                    | 3,955,937                                  | 56,680                                | 학교는 추후 통지가 있을 때까지 휴교했다. | [ 22 ]                                                  |
| 합계                      | 831,021,742                                | 128,207,915                           | | [ 22 ]                                                  |

메모
a^ 고등 교육 프로그램 등록에 대한 데이터는 이용할 수 없다.
b^ 학교는 개학을 시작했지만, 대다수는 문을 닫았다.
c^ 모든 학교가 문을 여는 동안, 대학은 문을 계속 열거나 열지 않을 수 있는 선택권이 있다.
d^ 대학들은 현재 학교 봄방학 중이고, 따라서 코로나바이러스와 관련이 없는 휴교이다.
e^ 대학들은 학기 시작을 3월 16일로 2주 연기했다.
f^ 대부분의 대학들은 여전히 열려있다.
g^ 모든 교육 기관이 문을 열었다.

### 국지적 폐쇄
2021년 1월 12일 현재 40개국이 휴교령을 내렸다. 유네스코는 473,933,356명의 학습자(초등 교육 전 ~ 중등 교육 전)가 잠재적으로 위험에 처해 있다고 추정한다.
| 국가     | 지역/초 | 참고 항목                                                                        | 참조                    |
| -------- | --- | -------------------------------------------------------------------------------- | ----------------------- |
| 호주     | 호주는 호주 보건 보호 교장 위원회의 조언에 따라 학교나 대학을 폐쇄하지 않았다. 일부 사립학교와 독립학교는 휴교를 선택했다. 3월 22일부터 23일까지 빅토리아 주와 오스트레일리아 수도 준주 정부는 휴교령을 제정함으로써 연방 정부의 권고를 반박했고, 뉴사우스웨일스 주 정부는 가능하면 학교를 쉬도록 학생들을 격려했다. 많은 대학들이 일시적으로 문을 닫고 온라인 학습으로 전환했다. | 호주의 코로나19 팬데믹                                                           | [ 164 ] [ 165 ] [ 166 ] |
| 브라질   | 3월 16일 현재 브라질은 다른 중남미 국가들보다 코로나 바이러스 확진자가 더 많지만 자이르 보우소나루 대통령은 바이러스 확산을 늦추기 위한 전국적인 조치를 거의 발표하지 않았다. 대통령과 연방 정부가 전염병에 대해 조치를 취하지 않았고 3월 18일 현재 전국적으로 수업을 취소하기로 결정하지 않았기 때문에, 하위 정부 사례들은 자율적으로 행동했다. 국공립학교, 시립 학교, 사립학교, 대학 등은 수업을 한 번에 중단하거나 단계적으로 중단하거나 아예 중단하지 않는 것과 원격 교육으로 대체하거나 단순히 연기하는 것 사이에서 다르게 행동했다. 유네스코에 따르면, 3월 20일 현재, "국내"와 달리 "지역화된" 학교만 휴교하고 있다. 상파울루, 리우데자네이루, 페르남부코와 같은 주들은 주립 학교의 수업을 취소했지만, 일부 시립 학교들은 심지어 그 주에서도 정상적으로 수업을 계속하고 있다. 미나스제라이스 주는 처음에 공립학교 수업을 3일 동안만 취소했고, 3월 18일 주 주지사는 주 수도 벨루 오리존치 지역의 수업이 무기한 취소되었다고 발표했다. 추후 통지가 있을 때까지 정상적으로 수업을 계속한다. 상파울루에서는 점차 수업이 취소되고 있어, 부모들이 아이들이 조부모님과 함께 있도록 하지 않는 해결책을 생각해 낼 수 있는 시간을 갖게 되었다. 3월 16일부터 20일까지, 학생들은 수업에 갈 수 있었지만, 결석자는 처벌을 받지 않았다. 3월 23일부터 수업은 무기한 취소되었다. 학생들의 음식 안전과 관련하여, 일부 시립 및 주립 학교는 레시페와 같은 주간 픽업을 위한 "음식 키트" 또는 에스피리토 산토와 같은 일부 선택된 학교는 학생들이 점심을 먹을 수 있도록 계속 개방할 것이라고 발표했다. 고등교육에서 유니캠프는 3월 13일에 모든 수업을 취소한 최초의 대학교이다. 처음에는 3월 31일까지 수업이 취소되었지만, 이후 대학은 4월 12일까지 수업을 연장했다. 3월 11일, USP의 학생 1명이 이 병에 걸린 것으로 확인되어, 한 학과는 하루 동안 수업을 취소하게 되었다. 3월 17일이 되어서야 대학 전체가 수업을 취소했다. UFV(3월 16일 이후)와 UNILA(3월 17일 이후)와 같은 전국의 많은 대학들이 수업을 취소했지만, 다른 대학들은 여전히 문을 열지 않고 있다. 브라질 전체 유대인 12만 명 중 절반이 살고 있는 상파울루 시에서는 유대인 학교가 문을 닫았고 일부는 원격으로 비디오를 통해 수업을 제공하고 있다. 리우데자네이루에서도 유대계 주간 학교들이 리우데자네이루의 공립 및 사립학교 폐쇄에 대한 주 전체의 결정 없이 휴교했다. | 브라질의 코로나19 팬데믹                                                         | [ 22 ]                  |
| 핀란드   | 예비 초등 교육과 1~3등급은 사회의 기능에 중요한 분야에서 일하는 부모의 자녀 뿐만 아니라 예비 초등 교육부터 상위 중등 교육까지 특별한 필요가 있는 자녀에 대해서도 계속된다. 부모가 집에서 돌봄을 주선할 수 없는 모든 아이들을 위해 유아 교육과 돌봄이 제공될 것이다. 다른 수준의 교육에서, 학습 완료를 위해 필요하다고 간주되는 경우, 접촉 교육은 계속될 수 있다. | 핀란드의 코로나19 팬데믹                                                         | [ 22 ]                  |
| 스웨덴   | 학교는 계속 열려 있다. 3월 17일, 스웨덴 정부는 고등학교, 직업 학교, 대학교는 휴교를 선언하고 원격 교육에 의한 강의를 계속할 것을 권고했다. | 스웨덴의 코로나19 팬데믹                                                         | [ 22 ] [ 167 ] [ 168 ]  |
| 미국     | 2020년 4월 10일 현재, 미국의 공립 및 사립 초등학교와 중등학교(최소 124,000개)는 전국적으로 직접 수업을 중단했으며, 최소 5,510만 명의 학생들에게 영향을 미쳤다. 5월 2일까지 47개 주, 4개 준주, 컬럼비아 특별구의 학교 건물들은 휴교 명령을 받았다. 대부분의 학교가 온라인 학습으로 전환했지만, 학생들이 필요한 기술, 결석, 특수 수요가 있는 학생들을 위한 숙소에 접근하는 것에 대한 우려가 있다. 학교 시스템은 또한 전례 없는 폐교로 인한 혼란을 완화하기 위해 등급 척도 및 졸업 요구 사항을 조정하는 것을 검토했다. 많은 고등 교육 기관들이 아이비리그의 모든 회원들과 전국의 많은 다른 공립 및 사립 대학들을 포함하여 발병에 대응하여 수업을 취소하고 기숙사를 폐쇄했다. 많은 대학들이 2020년 봄 학기에 대한 합격/불합격 등급의 사용을 확대하였다. 3월 27일, 도널드 트럼프 대통령은 학자금 대출자에 대한 경제적 구제를 포함하는 CARES 법에 서명했다. 이 법은 2020년 9월 30일까지 추가되는 이자 없이 모든 연방 보유 학자금 대출을 보류했다. | 미국에서 코로나19 전염병의 사회적 영향 코로나19 전염병이 미국 교육에 미치는 영향 |                         |
| 우루과이 | 3월 14일부터 우루과이는 학생들 사이에서 코로나바이러스가 등록된 경우에만 학교를 폐쇄할 것이다. 2020년 3월 13일, 정부는 공립학교와 사립학교의 수업을 3월 14일 토요일 2주 동안 중단한다고 발표했다. 학교는 학생들에게 식사를 제공하기 위해 개방되었지만, 수업은 없었다. | 우루과이의 코로나19 팬데믹                                                       | [ 22 ]                  |
| 베트남   | 베트남의 모든 유치원, 초등학교, 초등학교, 중학교는 문을 닫았다. | 베트남의 코로나19 팬데믹                                                         | [ 22 ] [ 169 ]          |

메모
a^ 수치는 초등 전, 초등 전, 중등 하위 및 고등 중등 교육 수준(ISCED 레벨 0 ~ 3)에 등록된 총 학습자 수와 지역화 된 폐쇄가 전국적으로 확산될 경우 영향을 받을 수 있는 고등 교육 수준(ISCED 레벨 5 ~ 8)에 해당한다. 등록 수치는 유네스코 통계청의 최신 데이터에 근거한 것이다.
b^ 모든 교육기관이 개방되어 있다.

## 휴교의 결과
코로나19 팬데믹에 대응한 학교 폐쇄는 더 광범위한 사회 경제적 문제 뿐만 아니라 교육 접근에 영향을 미치는 수많은 문제를 조명했다. 3월 12일 현재, 3억 7천만 명 이상의 어린이와 청소년들이 코로나19 확산을 늦추기 위해 정부가 의무화한 임시 또는 무기한 전국 학교 휴교로 인해 학교에 가지 않고 있다. 3월 29일 현재 전 세계 학습자의 거의 90%가 폐쇄의 영향을 받고 있다.
유엔국제아동기금(UNICEF)에 따르면 코로나19 팬데믹은 전 세계 91% 이상의 학생들에게 영향을 미쳤으며, 약 16억 명의 어린이와 청소년들이 임시 휴업과 봉쇄로 인해 체육 학교에 다니지 못하고 있다.
심지어 휴교가 일시적일 때도, 그것은 높은 사회적, 경제적 비용을 수반한다. 그들이 야기하는 혼란은 지역 사회 전반에 걸쳐 사람들에게 영향을 미치지만, 그들의 영향은 학습 중단, 영양 저하, 육아 문제, 그리고 일을 할 수 없는 가정에 대한 경제적 비용을 포함한 불우한 아이들과 그들의 가족에게 더 심각하다. Studi Economici Dell'Ocse (OECD) 연구에 따르면, 학교 성적은 교사들과의 긴밀한 관계를 유지하는 데 결정적으로 달려 있다. 이는 특히 스스로 학습하는 데 필요한 부모의 지원이 없을 수 있는 불리한 환경의 학생들에게 해당된다. 맞벌이 부모들은 아이들을 돌보기 위해 학교가 문을 닫을 때 많은 경우 임금 손실을 초래하고 생산성에 부정적인 영향을 미치기 때문에 결근할 가능성이 높다. 지역화 된 학교 폐쇄는 학부모와 관계자들이 아이들을 개방된 학교로 돌리기 때문에 학교에 부담을 준다.
또한 코로나19 팬데믹과 학교 폐쇄는 전 세계적으로 발생하는 학습 위기를 더욱 악화시킬 가능성이 높다.

### 의료 인력에 대한 부담
여성은 의료 인력의 거의 70%를 차지하며, 감염의 더 큰 위험에 노출된다. 그들은 종종 휴교에 따른 보육 의무 때문에 직장에 참석할 수 없다. 실제로, 미국에서, 의료 분야는 3-12세 아동에게 돌봄을 제공하는 것을 책임지는 노동력의 약 28.8%로, 더 넓은 경제에서 가장 높은 보육 의무 비율을 가지고 있다. 기껏해야, 이것은 학교 폐쇄가 코로나19 사례 부하로 이미 긴장된 시스템에서 보건 종사자들에게 압력을 가한다는 것을 의미한다. 최악의 경우, 이것은 일부 의료 전문가들이 보건 시설에서의 일을 완전히 놓칠 수 있다는 것을 의미한다.

### 온라인 학습

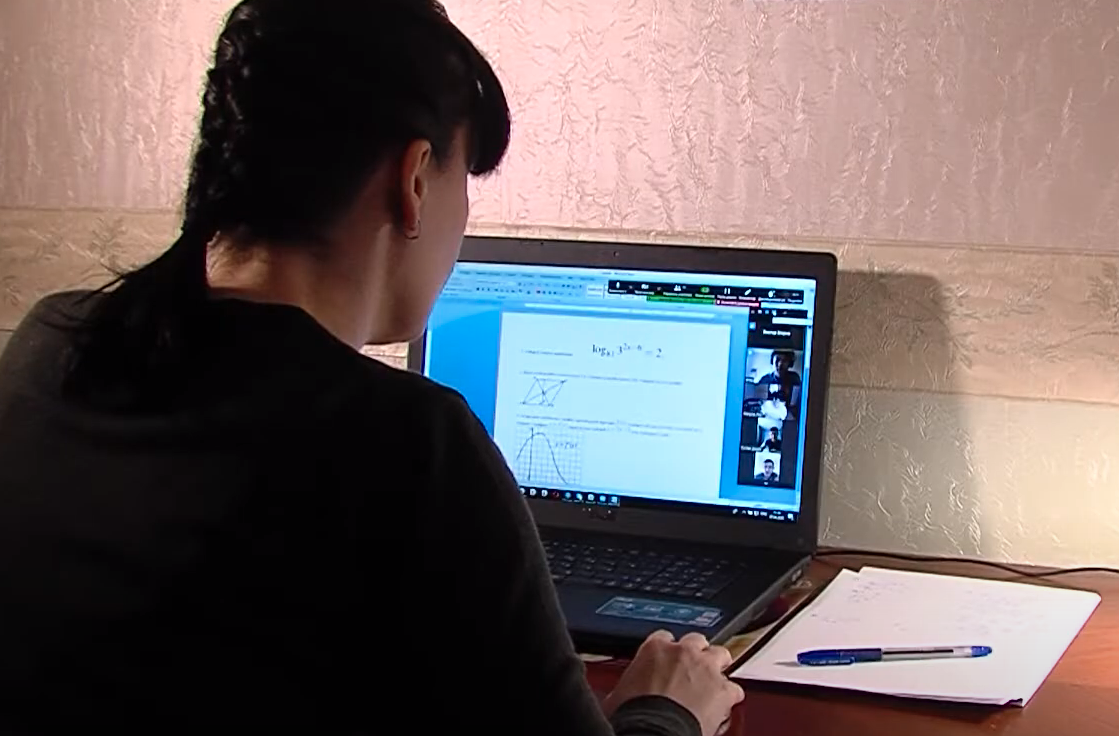
러시아 코로나19 범유행 당시 화상회의를 통한 수학 거리 수업

기관들이 지역사회 전파 가능성을 최소화하려고 노력함에 따라 온라인 학습은 교육의 중요한 생명줄이 되었다. 기술은 교사와 학생들이 교과서를 훨씬 뛰어넘어 다양한 형식과 시간과 공간을 연결할 수 있는 방식으로 전문 자료에 접근할 수 있도록 한다. 온라인 학습 솔루션은 태블릿 기반 적응형 학습 소프트웨어와 같은 첨단 솔루션 또는 라디오, SMS 및 교육 텔레비전과 같은 저기술 솔루션을 포함하여 다양한 형태를 취할 수 있다. 교사는 로컬 및 원격 학습자를 동시에 가르치는 이중 모드로 운영할 수 있다.
COVID-19 팬데믹으로 인해, 전 세계의 많은 학교들은 줌, 구글 클래스룸 및 구글 미트와 같은 화상 전화 소프트웨어를 통해 수업을 진행하기 시작했다. 경제협력개발기구(OECD)는 원격 학습을 위한 COVID-19 팬데믹에 대한 교육 대응을 안내하는 프레임워크를 만들었다. 이것이 가능할 때마다, 실시간으로 가르치는 능력은 비동기식 교육에 의존해야 했던 동료들에 비해 교육자들이 전환을 처리하는 데 상당한 도움을 주었다.

#### 기술에 대한 불평등한 접근
기술에 대한 접근성의 부족이나 빠르고 신뢰할 수 있는 인터넷 접속은 시골 지역과 불우한 가정의 학생들을 예방할 수 있다. 기술에 대한 접근성의 부족이나 좋은 인터넷 연결은 특히 불우한 가정의 학생들에게 지속적인 학습에 장애물이다. 교사들은 학생들이 집에서 인터넷에 접속할 수 있다면 숙제를 끝낼 가능성이 더 높다고 보고했다. COVID-19로 인한 학교 폐쇄에 대응하여, 유네스코는 원격 학습자에게 접근하고 교육 중단을 제한하기 위해 학교와 교사가 사용할 수 있는 원격 학습 프로그램과 개방형 교육 응용 프로그램 및 플랫폼을 사용할 것을 권고한다. 그러나 온라인 학습이 불가능한 지역에서는 스마트폰과 인터넷 연결 등 원격 학습 도구에 대한 접근성이 떨어지면서 일부 부모들은 팬데믹으로 인한 경제적 스트레스에 대처하기 위한 수단으로 아동 노동이나 조기 결혼에 의존하고 있다.
코로나19의 전염 속도를 늦추는 것을 돕기 위해 수백 개의 도서관이 임시로 문을 닫았다. 미국에서는 로스앤젤레스, 샌프란시스코, 시애틀, 뉴욕을 포함한 수많은 주요 도시들이 공공 도서관 폐쇄를 발표하여 221개의 도서관에 영향을 미쳤다. 집에 인터넷이 없는 학생들의 경우, 이것은 원격 학습을 따라가기 위한 어려움을 증가시킨다.
예일대 경제학자 파브리치오 질리보티는 2022년 1월 펜실베이니아대, 노스웨스턴대, 암스테르담대 교수들과 공동으로 연구한 결과, "대유행 기간 동안 기술에 대한 불평등한 접근은 교육 불평등을 심화시키고 있으며 위기로 인한 학습 격차는 지속될 것"이라고 밝혔다."

#### 저작권
저작권에 대한 제한과 예외의 부족은 또한 학생들이 공부하는 데 필요한 교과서와 자료에 접근하는 능력에 영향을 미칠 수 있다. 학생과 교사가 개방된 교육 자원에 접근하거나 저작권 제한을 이해할 수 있도록 하기 위해 여러 가지 이니셔티브가 취해졌다. 국제 공개 및 원격 교육 위원회는 웹 세미나, 온라인 교육에 대한 팁, 그리고 교사들을 위한 자료를 제공하기 위해 특별한 웹사이트를 발행했다.
뉴질랜드에서는 출판사 단체가 도서관과 교실에서 그들의 자료를 가상으로 공개하는 것을 허용하기로 합의했다. 호주에서도 유사한 합의가 이루어졌는데, 호주 출판 협회, 호주 도서관 정보 협회, 호주저작권자협회는 도서관이 교육 콘텐츠를 제공할 수 있도록 하는 일련의 예외적인 조치에 합의했다. 호주 단체인 AMCOS는 모든 악보에 대해 호주 전역의 모든 학교에 무료 사용권을 주기로 합의했다.
네덜란드의 한 옹호 단체는 교사들이 수업 시간에 무료 사용 허가된 음악과 비디오를 사용할 수 있도록 하기 위해 웹사이트를 개설했다.
500개가 넘는 시민 사회 단체와 개인들로 구성된 연합은 세계 지적 재산권 기구의 이사인 프랜시스 걸리에게 서한을 보내 전염병 기간 동안 저작권에 대한 특별한 제한과 예외를 요청했다.
여러 단체들은 또한 교사들에게 복잡한 저작권 시나리오를 탐색하는 방법을 설명하기 위해 노력하고 있다. 호주 학교와 TAFE의 저작권 정책 및 관리를 담당하는 전문 저작권 팀인 National Copyright Unit of Australia는 원격 학습을 수행하는 동안 저작권 문제를 따르도록 하는 일련의 권장 사항과 학부모를 대상으로 공개 라이센스 콘텐츠 사용에 대한 일련의 권장 사항을 발표했다. 운구하는 학생 폴란드의 Centrum Cyfrowe는 개방형 교육 분야를 선도하는 교사 및 교육자의 작업을 지원하기 위해 공개 통화를 개최하고 있다. American University의 정보 정의 및 지적 재산에 관한 프로그램은 온라인 교육을 제공할 때 저작권 문제를 안내하고 공정한 사용을 위한 모범 사례를 다루는 방법을 안내하기 위해 여러 교육자들을 위한 웹 세미나를 개최하고 있다.

### 육아
주요 기사: 코로나19 팬데믹의 아동에 대한 영향

인도 케랄라의 한 어린 학생이 온라인으로 수업을 듣고 있다.

학교 뿐만 아니라 유아 교육 및 돌봄(ECEC)의 폐쇄는 특히 원격 학습에 대한 돌봄과 감독이 더 필요한 어린 자녀를 둔 부모들에게 일-가정 갈등을 증가시킨다. 휴교는 아이들이 학교를 쉬는 동안 보육을 제공하고 원격 학습을 관리하기 위해 부모와 보호자에게 부담을 준다. 대안적 선택권이 없는 경우, 맞벌이 부모들은 학교가 문을 닫을 때 종종 아이들을 내버려두며 이는 또래 압력과 약물 남용의 증가 등 위험한 행동으로 이어질 수 있다.그 대신에, 일부 신흥 경제국에서는, 일부 학교 밖 청소년들이 일용직 부모와 함께 사탕수수 밭에서 일하고 있는 인도 마하라슈트라에서 그랬던 것처럼, 부모들이 그들의 아이들을 직장에 데려와 그들을 낮은 노동에 참여시키는 데 의지할 수도 있다.
미국의 경우 4월 초 현재 기존 보육 프로그램의 절반 이상이 최소한 일시적으로 문을 닫았고 어떤 어린이도 돌보지 않고 있다.

### 일하는 여성
많은 워킹맘들이 휴교와 온라인 학습 기간 동안 아이들을 돌보기 위해 노동력을 그만뒀다. 파트타임 학교 출석이나 완전한 가상 학습이 시행되는 곳에서 일하는 부모들은 일반적으로 육아를 주선하거나 자녀가 학교에 가지 않는 날 동안 일을 그만둘 수 있는 선택권이 남아 있다. 그러나 보육은 대유행 기간 동안 어린이집의 수요 증가와 폐쇄로 인해 찾기가 어렵거나 감당할 수 없는 경우가 많아 많은 부모들에게 실행 가능한 옵션이 아니다.
고용주로부터 그들의 아이들을 돌볼 수 있도록 숙소를 확보하는 것과 유연성을 확보하는 것의 어려움 때문에, 미국의 여성들, 특히 흑인과 라틴계 여성들은 팬데믹이 시작된 이래로 불균형적인 일자리를 잃고 있다. 여기에는 생산성 목표를 달성할 수 없는 여성의 강제적인 유혹과 유급 및 무급 책임을 모두 관리하는 데 너무 많은 압박에 직면한 여성의 자발적인 사임 등이 포함된다. 직장 내 여성들이 개인 보육을 감당할 수 없어 휴직하거나 직장을 그만둘 수밖에 없는 경우가 많았다. 2021년 봄의 한 학술 연구는 학교에서 주로 원격 교육을 제공하는 미국 주에서 훨씬 더 많은 비율의 엄마들이 노동력을 떠난다는 것을 시사했다. 2020년 2월부터 2021년 사이에 미국에서 230만 명 이상의 여성이 노동력을 떠났다. 2021년 1월 미국 여성의 노동력 참여율은 57%에 불과해 33년 만에 가장 낮았다.
세인트루이스에 있는 워싱턴 대학의 연구. 루이스는 2020년 2월부터 4월까지 어머니들이 아버지들보다 유급 근로시간을 4~5배 더 줄였고, 이로 인해 근로시간의 성별 격차가 최대 50%까지 벌어진 것으로 나타났다. 이 연구의 저자들에 따르면, 이러한 격차는 많은 여성들이 직장을 떠나고 여성들에게 대규모 해고를 초래할 수 있다고 한다. 미시건 대학의 경제학자 벳지 스티븐슨은 전염병 기간 동안 여성의 노동력 이탈이 여성의 노동시장 결과에 장기적인 영향을 미칠 수 있다고 경고했다. 근로시간은 성별 임금격차의 주요 원인이며, 비고용 기간은 향후 소득과 일자리 이동성에 악영향을 미치기 때문에 전문가들은 대유행으로 인한 감소가 수십 년 동안 여성의 발전을 후퇴시킬 수 있다고 경고한다.

### 영양과 식량 불안
영양은 아이들의 인지 발달과 학업 성취도에 중요한 역할을 한다. 전 세계의 많은 어린이들이 학교에서 무료 또는 할인된 식사에 의존하고 있다. 학교가 문을 닫으면, 특히 음식이 제공되는 학교의 아이들에게 영양이 저하된다.
미국에서 학교 급식 프로그램은 푸드 스탬프 다음으로 두 번째로 큰 기아 방지 계획이다. 매년, 거의 3천만 명의 어린이들이 아침, 점심, 간식, 그리고 심지어 저녁을 포함한 무료 또는 저렴한 식사를 제공하기 위해 학교에 의존하고 있다. 워싱턴 주에서는 110만 명의 전통적인 공립 및 차터스쿨에 등록한 학생 중 약 45%가 보조 학교 급식을 받을 자격이 있다. 적어도 52만 명의 학생들과 그들의 가족들이 학교 휴교로 인해 식량 불안의 영향을 받을 수 있다. 3월 18일 현재 주 전체의 학교 휴교가 72만 명 이상의 학생들에게 영향을 미친 앨라배마에서 주 교육감은 빈곤으로 불균형적으로 영향을 받은 학교의 직원들이 급식 배급망을 만들어 학교 급식에 의존하는 학생들에게 음식을 제공할 것이라고 발표했다.
소득이 낮은 많은 가정들은 연방 정부로부터 자금을 지원받고 주정부 차원에서 보조금을 받는 학교급식 프로그램을 받을 자격이 있다. 우리 사회의 이러한 필요성 때문에, 학교는 코로나19 위기 속에서도 무료 또는 할인된 요금 급식을 받을 자격이 있는 아이들에게 급식을 제공하기 위해 개방된 상태를 유지해야 한다. 학교는 창의적이 되었고 그들은 무료 또는 급식이 필요한 모든 학생들에게 매주 설문조사를 보낸다.
영국에서, 축구선수 마커스 래쉬포드는 8월에 여름 방학 동안 무상 급식을 연장하도록 정부에 압력을 가했다. 그것은 처음에 61표로 부결되었다. 그러나, 유턴에서, 보리스 존슨 정부는 그것을 바꾸고 지불을 계속하는 것에 동의했다. 래쉬포드는 그의 노력으로 MBE를 받았다.

### 학생 학습 성과

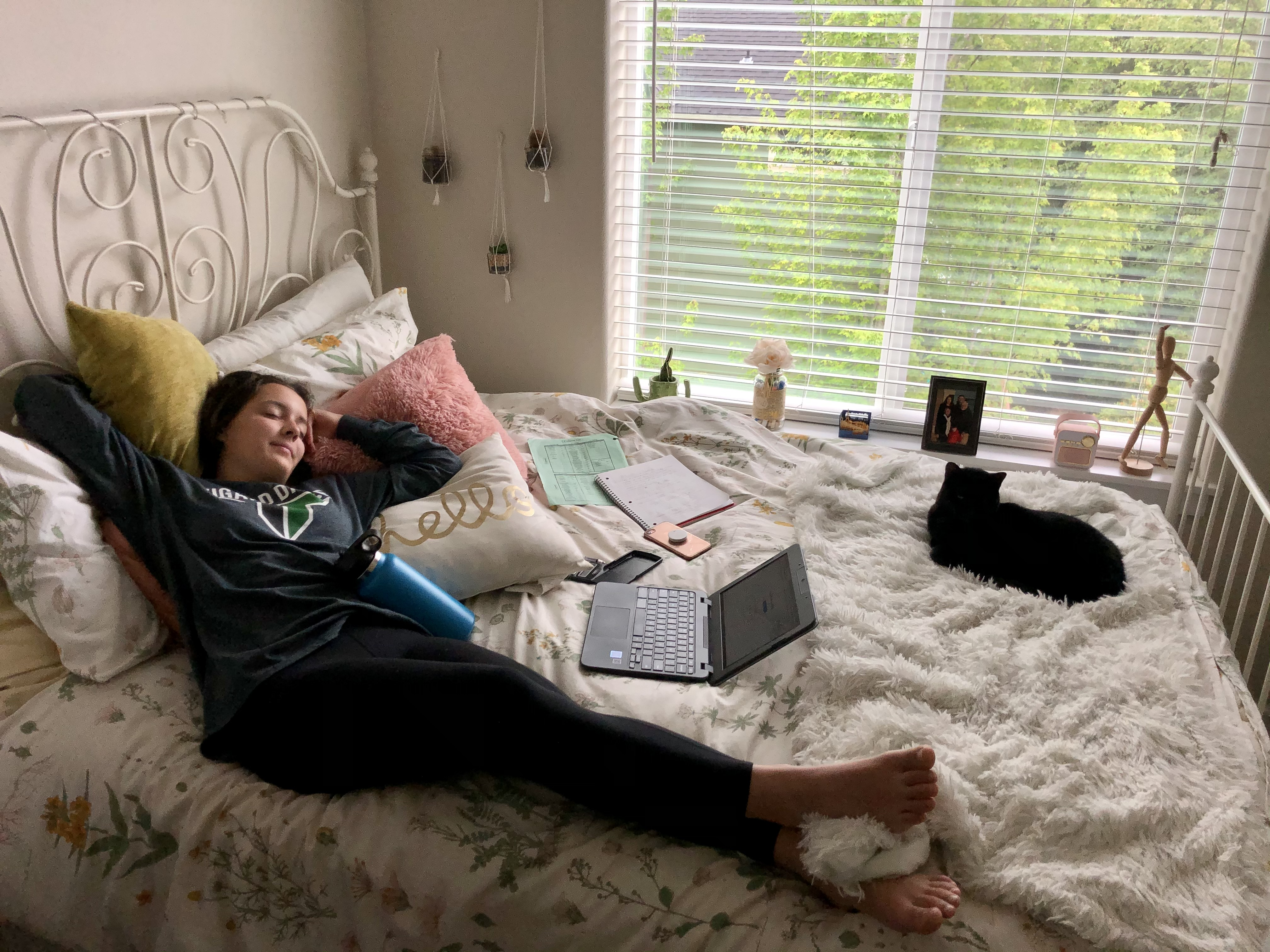
미국에서 온라인 수업을 듣는 학생

휴교는 학생들의 학습 성과에 부정적인 영향을 미친다. 학교는 필수적인 학습을 제공하고 학교가 문을 닫으면, 아이들과 청소년들은 성장과 발전을 위한 기회를 박탈당한다. 학교 밖 교육 기회가 적은 경향이 있는 소외된 학습자들에게는 불이익이 불균형하다. 학교가 문을 닫으면, 부모들은 종종 가정에서 아이들의 학습을 촉진하도록 요청받으며, 이 과제를 수행하는 데 어려움을 겪을 수 있다. 이것은 특히 교육과 자원이 제한된 부모들에게 해당된다.
학생들은 휴교 기간 동안 평소처럼 일하는 학년에 비해 읽고 쓰는 능력이 더디다. 미국 유치원생들의 독서 능력 향상률은 활동적인 학교 교육에 비해 휴교 기간 동안 66% 정도 느려지는 것으로 추정됐다. 2005년 카슈미르 지진의 영향에 대한 최근의 연구는 평균 14주의 휴교로 인해 영향을 받은 아이들이 재난과 그로 인한 휴교로 영향을 받지 않은 또래 학생들보다 1.5년에서 2년 뒤쳐지는 결과를 낳았다는 것을 발견했다. 실제적인 측면에서, 이러한 학습 손실은 영향을 받는 아동이 인생의 모든 성인 해에 15% 더 적게 버는 결과를 초래할 수 있다.
휴교 후 모든 학생이 복학할 수 있도록 해야 하는 과제 때문에 휴교 효과로 학생 중퇴율이 증가하는 경향이 있다. 이것은 특히 장기적인 폐쇄에 해당된다. 소외계층, 위험 계층 또는 노숙자 아동은 휴업 종료 후 복학하지 않을 가능성이 높으며, 그 효과는 기회 상실로 인한 평생 불이익이 되는 경우가 많다.
학교는 또한 사회 활동과 인간 상호 작용의 중심지이다. 학교가 문을 닫으면 많은 어린이와 청소년들이 배움과 발전에 필수적인 사회적 접촉을 놓친다.이에 따라, 대학 강사들이 초등학교 교사들보다 훨씬 더 잘 대처할 수 있는 학생을 찾는 등 각 교육 수준 별로 학생 대처에 대한 교사들의 인식은 유의미하게 감소하였다.

### 완화 전략에 대한 접근 불가

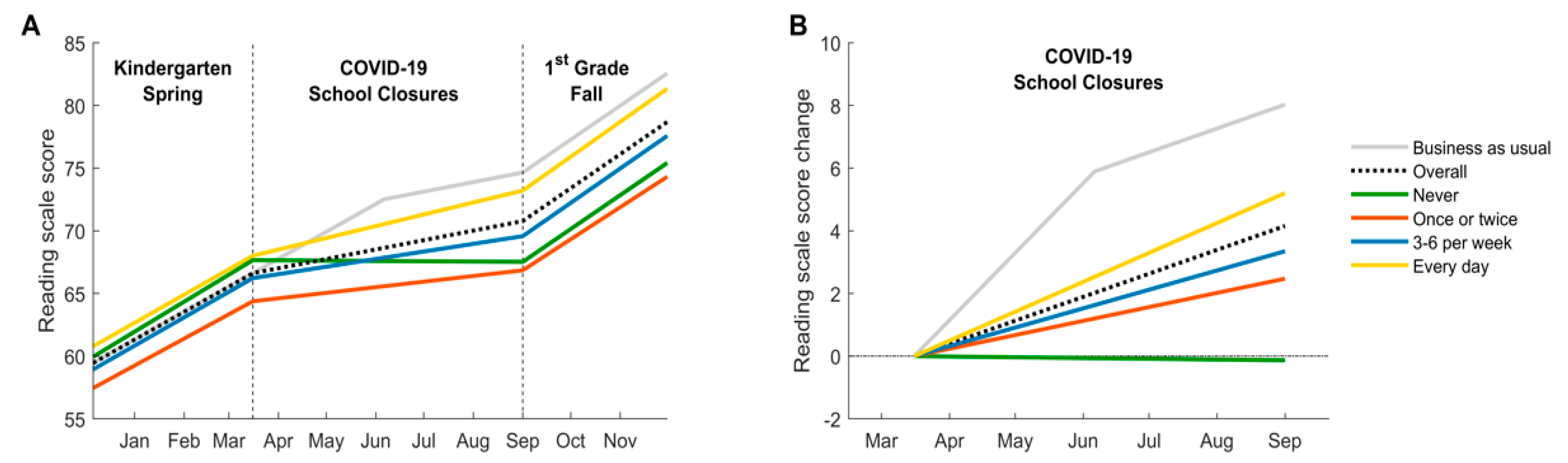
코로나19 관련 학교 휴교 전, 중, 후 예상 독서력 증가

휴교가 학업 성취도에 미치는 영향은 여름철에 연구되어 왔다. 여름 학교 출석, 도서관 방문, 그리고/또는 식자율이 풍부한 여름 기반 활동에 참여하는 것과 같은 학업 침체를 예방하기 위해 사용되는 많은 전략들은 팬데믹 기간 동안 이용할 수 없다. 집에 있는 동안 이용할 수 있는 옵션인 매일 아이에게 책을 읽어주는 것은 손실률을 42%까지 감소시켰다.

### 특수 교육 서비스
학교 폐쇄와 원격 학습에 대한 의존의 잠재적 영향은 팬데믹 초기 몇 달 동안의 미국 연방 입법 행위에서 다루지 않는다. 특수 교육생은 잠재적으로 코로나19의 가장 영향을 많이 받는 집단 중 하나이다. 교육자들은 가상, 하이브리드 및 실제 환경에서 서비스와 숙박 시설을 제공하기 위한 전략을 구현하는 데 계속 집중하고 있다. 그러나 이들의 지위에 따라 성적에 어떤 영향을 미칠지, 또 어떤 영향을 미칠지, 그리고 어떤 영향을 미칠 지에 대한 정보는 현재 특정되어 있지 않다.

### 코로나19 확진자와 사망률에 미치는 영향
학교 휴업이 코로나19 사례와 사망률에 미치는 영향을 여러 연구에서 검토했다.
미국의 학교 폐쇄를 구체적으로 살펴본 연구에서, 6주간의 연구 기간 동안 학교 폐쇄는 코로나19로 인한 137만 명과 40,600명의 사망자를 줄였다. 그러나 유치원부터 초등학교 12학년까지 개학이 미치는 영향을 조사한 두 개의 국제 연구는 이들 학교의 재개학과 코로나19 확산 사이에 일관된 관계를 발견하지 못했으며, 미국의 또 다른 연구는 계속 일하는 보육 노동자에게 위험이 증가하지 않는 것으로 나타났다. 여러 정책 변화를 살펴본 다른 연구들은 학교 폐쇄와 관련된 더 완만한 변화를 보여주었다.

## 정규 교육에 미치는 영향

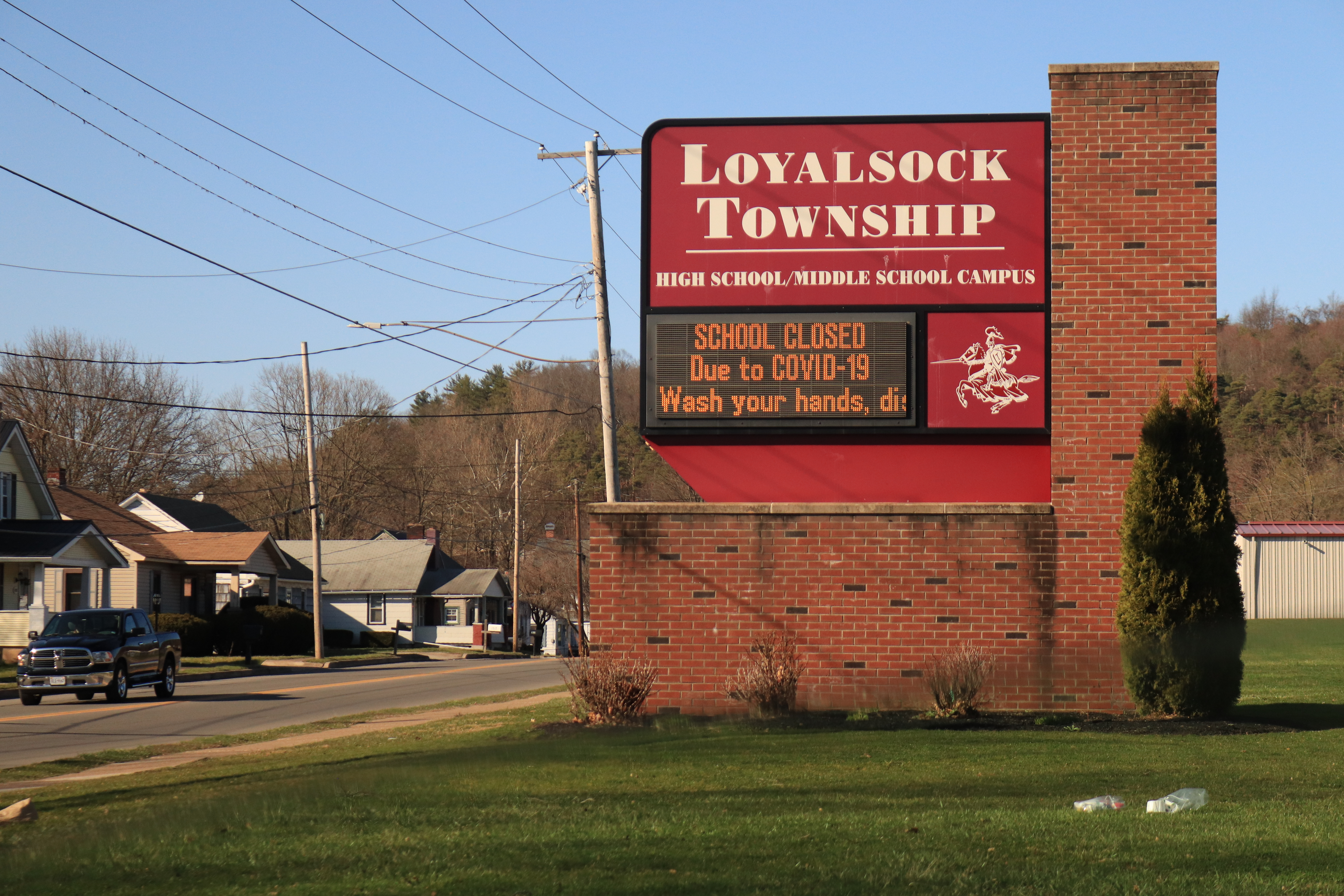
미국 펜실베이니아주 윌리엄스포트에서 코로나19로 인한 공립학교 휴교를 알리는 전광판이 걸려 있다.

정규 교육은 정규 교육이나 정규 교육과는 달리 학교, 대학, 대학, 훈련 기관을 지칭하는 경향이 있다. 세계은행의 1974년 보고서는 정규 교육을 다음과 같이 정의했다.
- 정규 교육: 계층적으로 구조화되고, 시간 순으로 등급이 매겨진 "교육 시스템"으로, 초등학교부터 대학교까지 운영되며, 일반적인 학문적 연구 외에도, 전일제 기술 및 전문 교육을 위한 다양한 전문 프로그램과 기관을 포함한다.[247]

COVID-19의 영향을 받는 학생 및 학습자 수에 대해 수집된 대부분의 데이터는 정규 교육 시스템의 폐쇄를 기준으로 계산되었다. 유네스코 통계연구소는 3차 교육 수준(ISCED 레벨 5~8)뿐만 아니라 초등 전, 중등 하위 및 고등 중등 교육 수준(ISCED 레벨 0~3)에 등록된 학습자 수에 해당하는 COVID-19의 영향을 받는 학생에 대한 수치를 제공한다. 평균적으로, K-초등학교 교사들은 고등학교 교사나 대학교 교사들보다 이러한 변화에 더 잘 대처하고 있었다.

### 유아 교육
참고 항목: 유아 교육

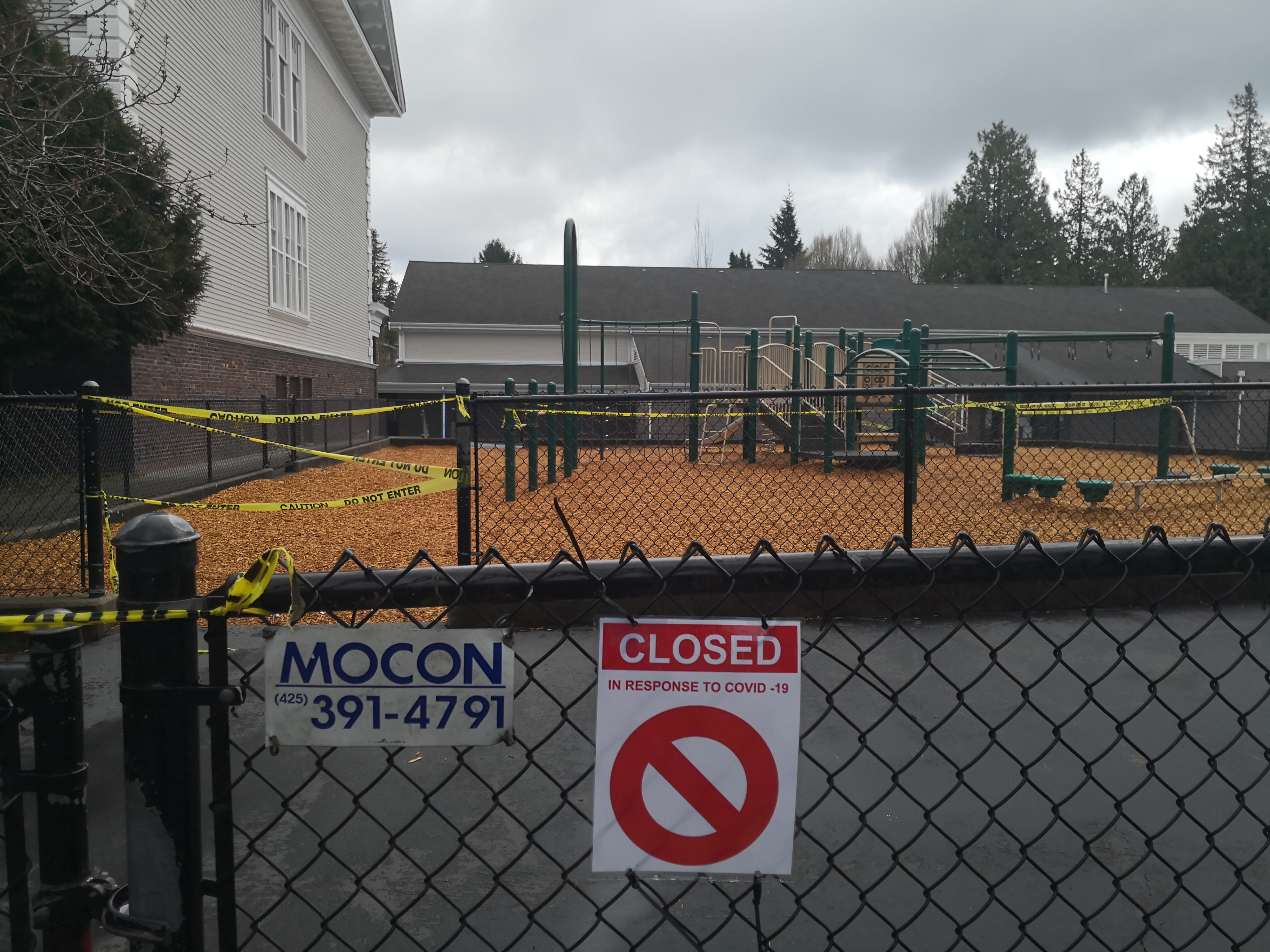
시애틀의 한 초등학교 운동장은 2020년 3월 25일 전염병으로 인해 문을 닫았다.

유아 교육 프로그램은 일반적으로 3세 미만의 어린이를 대상으로 하며 유치원, 유치원, 유치원 및 일부 보육 프로그램을 지칭할 수 있다. COVID-19로 인해 전 세계의 많은 초·중등학교가 문을 닫았지만, 유아 교육 프로그램에 영향을 미치는 조치는 다양했다. 예를 들어 호주의 일부 국가 및 지역에서는 유치원 및 탁아소가 필요한 서비스로 간주되고 더 광범위한 학교 폐쇄 조치에 따라 문을 닫지 않았다.
미국에서는 워싱턴주 아동·청소년·가족부가 아동 보육과 조기 학습 센터를 계속 운영할 것을 권장했다. 일부 학군은 응급구조사 및 의료 종사자의 자녀에 우선 순위를 두고 대체 보육 옵션을 제공할 수 있다. 메릴랜드 주지사는 워싱턴주와 캘리포니아주가 돌봄 제공자의 재량에 맡긴 반면, 특정 보육 서비스는 응급요원의 자녀를 위해 계속 개방되도록 의무화했다. 개빈 뉴섬 캘리포니아 주지사는 "우리는 이러한 학교 폐쇄의 영향을 흡수하기 위해 우리의 보육 시설인 어린이집이 운영되어야 한다"고 자신의 주 입장을 설명했다." 콜로라도는 가정에서 아이들이 초기 학습 프로그램에서 받았을 교훈을 모방하기 위해 사용할 수 있는 "도구 키트" 개발을 장려했다. 2021-2022학년도에는 100만 명 이상의 미국 어린이들이 유치원에 등록되지 않았다. 국립교육통계센터(NCES)가 미국 교육부를 위해 실시한 2022년 교육 조건 보고서에 따르면 2019년부터 2020년까지 3세와 4세 대상 학생의 등록이 54%에서 40%로 13% 감소했다.
일본에서는 아베 신조 총리가 4월 8일까지 전국의 모든 학교를 휴교했지만 어린이 보육 시설은 제외됐다. 3월 초, 고베의 미취학 아동 요양 시설과 관련된 성인 5명이 코로나 바이러스 양성 반응을 보였다. 그 시설에서 100명 이상의 아이들을 검사한 후, 한 미취학 아동이 그 바이러스를 가지고 있는 것으로 밝혀졌다.

### 초등 교육

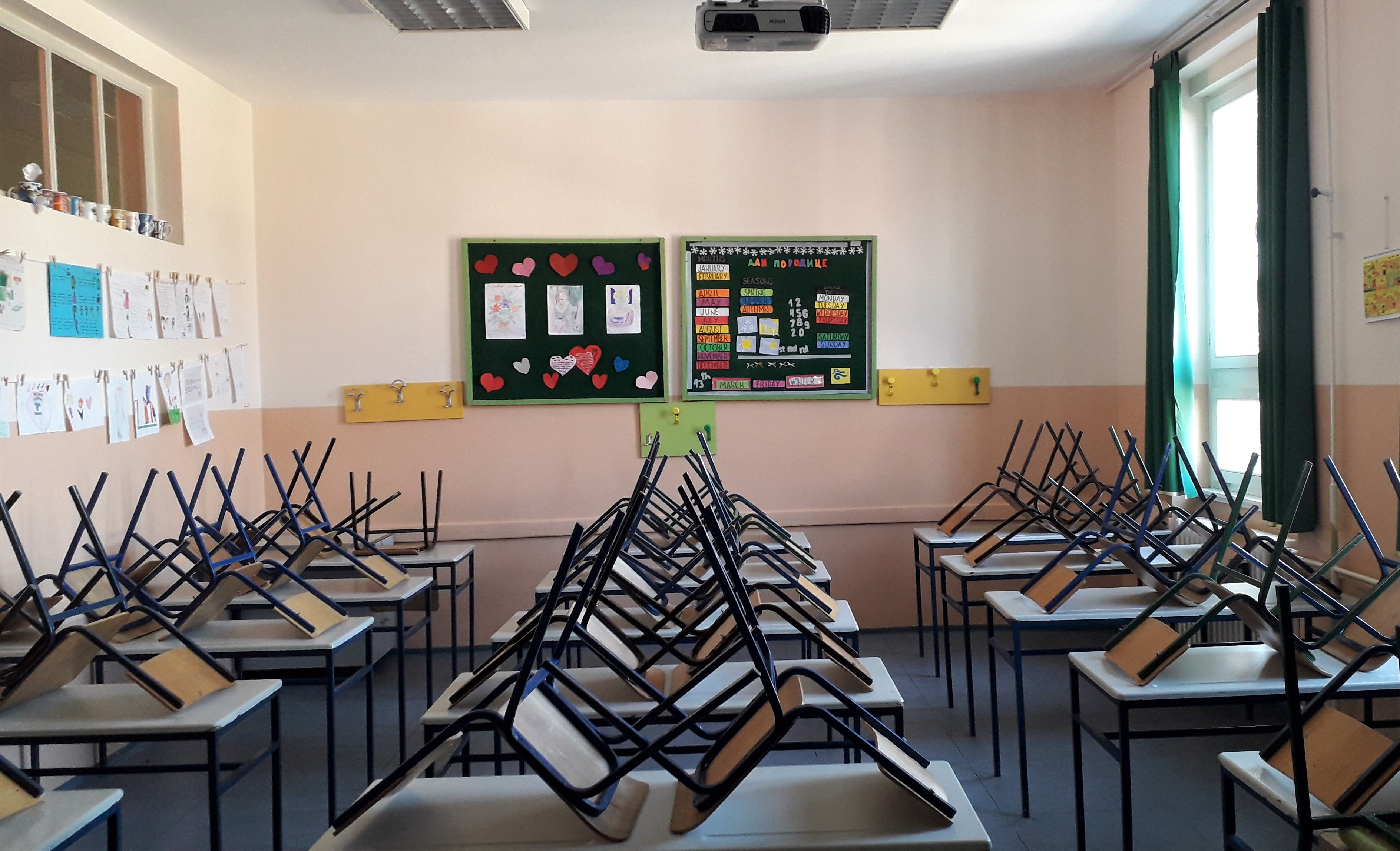
세르비아 키신다의 코로나19로 폐교된 초등학교 빈 교실.

초등 교육 또는 초등 교육은 일반적으로 정규 교육의 첫 4년에서 7년으로 구성된다. 아이들이 정규 교육에 참여하는 것은 유치원이 처음이다. 한 연구는 유치원생들의 봄 학기 문맹 퇴치 데이터와 여름방학 기간 문맹 퇴치 데이터를 비교한 결과, 대안 교육 전략이 완화되지 않는 상황에서 코로나19 학교 폐교로 유치원생들의 문맹 퇴치 능력 향상률이 66%까지 둔화될 것으로 예측했다. 연구에 따르면 2020년 1월 1일부터 9월 1일까지 8개월 동안 2020년 3월 16일부터 9월 1일까지의 휴교 기간(그리고 그 기간 동안 여전히 정상적으로 이루어졌을 여름 방학을 고려함)을 가정할 때, 이러한 유치원 아이들은 평균 31%의 식자 능력을 더 적게 얻었을 것이다. 휴교가 일어나지 않았다. 미국에서는 2019~2020학년도 5세 유치원 입학률이 91%에서 84%로 6% 감소했다.

### 중등 교육
대부분의 국가에서 중등 교육은 청소년기 동안 청소년들의 발달을 책임지는 교육 연속체의 단계이며, 신체적, 정신적, 정서적 성장의 가장 빠른 단계이다. 그러나, 많은 연구자들에 따르면, 중등 교육 학생들은 중등 교육 환경에서 번성하기 위해 필요한 구조를 잃었다. 대신, 학생들은 자급자족에 어려움을 겪고 그들의 가정과 온라인의 산만함으로 인해 뒤쳐질 위험에 처해 있다. 중등 학생의 사회-정서적 행복은 또한 80%의 학생들이 팬데믹으로 인해 정신 건강에 부정적인 영향을 경험했다는 최근의 조사와 함께 우려된다. 20%는 정신 건강이 현저히 악화되었다고 말한다. 질병 통제 센터(CDC)는 전염병의 정신적 스트레스 요인에 대처하는 것을 돕기 위해 학생들이 충분한 휴식을 취하고, 규칙적으로 운동하며, 균형 잡힌 식사를 해야 한다고 제안한다.
미국에서는 SAT와 ACT와 같이 중등 교육이 끝날 무렵에 치러지는 대학 입시를 위한 표준화 된 시험이 낮은 능력으로 직접 시험을 치르고 예방 조치를 준수하도록 적응했다.온라인 프록터링 또한 시험을 보다 쉽게 할 수 있는 방법으로 탐구 되었다. 토플 시험의 온라인 판은 이제 학생들이 집에서 볼 수 있게 되었다.게다가, 많은 대학들은 입학에 표준화 된 시험을 요구하는 것에서 벗어나거나, 그 요건을 선택 사항으로 만들고 있다.
국제바칼로레아기구(IBO)는 2020년 4월 30일부터 5월 22일까지 예정된 졸업장 프로그램 및 경력 관련 프로그램 응시자 시험을 취소하여 전 세계 20만 명 이상의 학생들에게 영향을 미친 것으로 알려졌다. IBO는 "학과의 과정"과 "프로그램에 이미 내장된 확립된 평가 전문성, 엄격성, 품질 관리"에 기초하여 졸업장 또는 인증서를 후보자에게 수여할 것이라고 밝혔다." College Board는 2020-2021학년도에 고급 배치 시험을 위한 직접 테스트와 온라인 테스트를 제공하기 시작했다.

### 미국의 사립학교
미국에서 발생한 코로나19 사태의 한 가지 영향은 사립학교 등록이 증가하는 형태로 나타났다. 사립학교 교육을 받으려는 많은 부모들은 부모가 집 밖에서 일을 해야 하기 때문에 아이를 보낼 곳이 필요하다. 사립학교의 높은 비용에도 불구하고, 부모들은 등록금이 그만한 가치가 있다고 생각한다.
이러한 사교육으로의 이주의 의도하지 않은 결과는 사립학교 등록금을 감당할 수 있는 가정과 그렇지 못한 가정 사이의 불평등 격차가 확대되고 있다는 것이다. 이러한 가정은 종종 가상 학습 환경에서 자녀를 집에 두고 있다. 광대역 연결 불량 및 영어 능력 부족 또는 업무 갈등으로 인해 부모가 자녀의 학습을 제대로 지원할 수 없는 것과 같은 문제는 특정 학생들이 학업적으로 뒤처지는 것을 보게 될 것이다.

### 케냐의 초·중등학교
'케냐 코로나19 범유행 기간 동안 가상 학습을 지원하기 위한 교사 및 학부모의 준비'에 대한 연구는 대부분의 학부모와 교사들이 가상 학습을 지원할 준비가 되어 있지 않다는 것을 보여준다. 이 문제는 공립 8-4-4 학교, 사립 8-4-4 학교, 국제 학교, 사립 학교 등 모든 학교에 영향을 미쳤다. 이는 가상 학습 전달에 영향을 미치는 COVID-19 발생 기간 동안 케냐 학교의 가상 교육에 대한 약한 지원 시스템을 지적한다.

### 등급 하락
그러나 IBO는 2020년 7월 6일 결과가 발표된 후 학생들의 최종 성적을 계산하는 방법과 "결과에 대한 질문"(EUR) 전략으로 인해 전 세계적으로 큰 비판을 받았다. 그 결과, 많은 학생들은 선생님들이 예상한 것보다 훨씬 낮은 점수를 받았을 뿐만 아니라 지원한 모든 대학의 입학 요건을 충족하지 못하여 153개국의 약 17만 명의 학생들에게 영향을 미쳤다. 이에 'IBSCANDAL'이라는 해시태그가 입소문을 타면서 온라인 상에서 수십 만 명의 서명을 받은 청원이 만들어졌고, 학교와 국민들은 교육 회사에 대한 신뢰를 잃고 중등 교육에 대한 다른 대안을 고민하고 있으며, 학생들이 이탈할 교육 개혁이 제안 되고 있다. 앞으로 중요한 시험을 치르게 될 것이다.

### 고등 교육
참고 항목: 고등 교육에서의 온라인 학습
고등 교육은 중등학교나 고등학교를 졸업할 때 의무적이지 않은 교육 수준을 말한다. 3차 교육은 일반적으로 학부 및 대학원 교육과 직업 교육 및 훈련을 포함한다. 3차 교육을 마친 사람들은 일반적으로 자격증, 졸업장, 또는 학사 학위를 받는다.
고등교육을 위해서는 미래 인력 준비가 핵심 우선순위다. 많은 직업들은 다른 학생들과의 대면 상호작용, 업무 통합 학습, 그리고 추가적인 실습 연습과 같은 캠퍼스 중심 활동을 통해 지원된 교육에 의존한다. 예를 들어, 의사, 간호사 및 관련 의료 전문가의 의료 인력은 견습생 모델과 유사한 직접 관찰에 의해 훈련되었다. 대면 교육은 더 강한 학생-교사 및 학생-학생 상호 작용과 관계를 만들어 더 나은 참여를 촉진할 수 있는 것으로 나타났다. COVID-19와 피벗 투 원거리 학습으로, 유사한 수준의 깊이는 달성하기 매우 어렵다. 온라인 교육에 도입된 다양한 유형의 이니셔티브에 대한 경제적 영향의 동인을 분석하기 위해서는 실현 가능성, 유익성 및 장애물에 대한 더 많은 증거가 필요하다.

#### 학부 교육

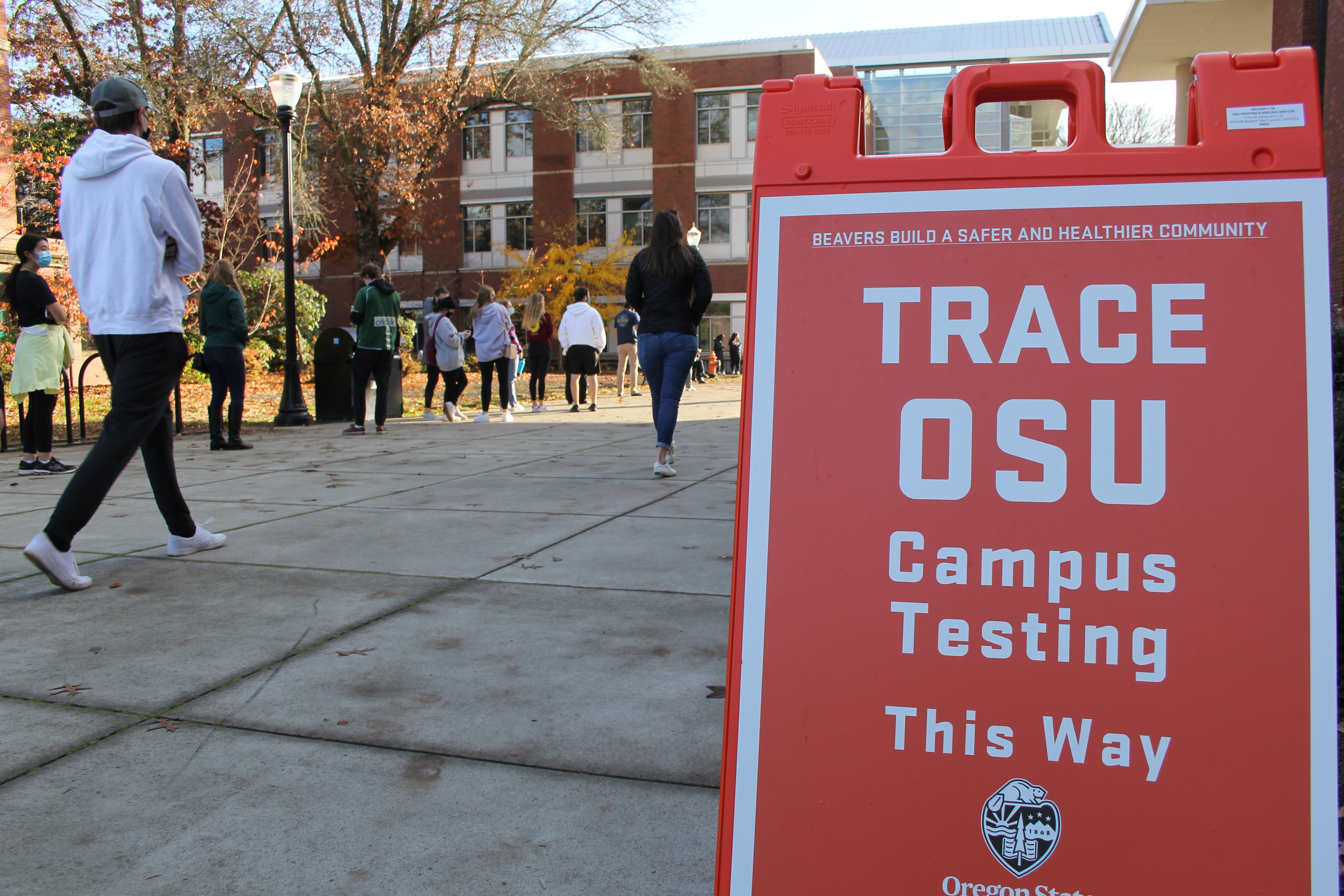
오리건 주립 대학교에서 학생들을 시험장으로 안내하는 서명

학부 교육은 중등교육과 대학원 교육 이전에 행해지는 교육으로, 일반적으로 학사 학위를 수여한다.
대학의 폐교는 학생, 교수, 관리자 및 기관 자체에 광범위한 개인, 조직 및 학습과 교육에 영향을 미친다. 신속한 적응의 초기 기간에는 COVID-19에 대한 3가지 주요 대응이 있었다: 최소한의 법적 대응, 학습 기간 지연, 교육 과정의 신속한 디지털화. 이러한 상황을 어떻게 받아들여야 할 지에 대한 생각은 대학이 의무적으로 선언한 내용에 따라 온라인 또는 직접 선택 학습으로 귀결되었다.
전염병으로 인해 수백 만 명의 학생들이 학부 과정을 위한 학업을 다음 해로 연기할 것으로 예상된다. 이는 이용 가능한 장소의 부족으로 인한 미래의 대학 섭취 과정에 부정적인 영향을 미칠 뿐만 아니라 2020-2021학년도에 대학에서 공부할 것으로 예상되는 학생 수 때문에 전 세계 대학들은 이에 상응하는 수십 억 달러의 손실을 입을 것으로 예상된다.
미국 전역의 대학들은 학생들에게 등록금과 숙식비를 환불해 줄 것을 요청했다.
2020년 4월 21일, 교육부 장관 Betsy DeVos는 60억 달러의 긴급 구호가 이미 연방 재정 지원을 받을 자격이 있는 학생에게만 제공되도록 결정했다. 이 규정은 정부의 아동 도착 연기 행동 프로그램에 참여하는 수만 명의 미등록 학생들이 긴급 구호 기금을 받을 수 없도록 할 것이다.
대학들이 막대한 수입을 잃는 것 외에도 대학생들 스스로 코로나19로 인해 엄청난 양의 필수 교육을 잃었다. 모든 학생들 사이에 정규 교육이 부족하기 때문에, 배움은 관리하기 더 어려워 보인다. 코로나19 팬데믹 이전에 대학생들은 직접 수업, 직접 근무 시간, 직접 과외 활동을 할 것이다. 하지만, 팬데믹은 그들의 미래 직업에 대한 생각을 가진 학생들이 스크린 뒤에서 필수적인 정보를 배우는 분위기를 만들었다. 이러한 변화는 그들이 열정을 가지고 있는 것을 충분히 경험하지 못하고 있기 때문에, 선택된 전공 학생들을 중심으로 만들어진 수업에 초점을 맞추는 것을 매우 어렵게 만들었다. 그 결과 특정 과목에 대한 열정이 상실되고, 중요한 정보에 집중하지 못하며, 전체적으로 학문의 청렴성이 훼손된다.

#### 지역 경제에 미치는 영향
미국에서 대학은 도시, 주, 지역에 상당한 수익을 창출하는 "미니 도시"로 운영된다. 예를 들어, 프린스턴 대학교는 2017년에 뉴저지 경제에 연간 15억 8천만 달러를 기여했으며, 학생들은 캠퍼스 밖에서 약 6천만 달러를 지출했다고 추정했다. 대학과 대학의 폐쇄는 광범위한 영향을 미치는 경제에 도미노 효과를 미친다.
지난 3월 하버드 케네디 스쿨의 린다 빌메스는 "지역 호텔, 레스토랑, 카페, 상점, 렌터카 대리점 및 기타 지역 사업체들은 졸업 주간과 대학 동창회에서 연간 수익의 상당한 부분을 얻는다"고 언급했다. 이 지역 사회들은 대학들이 그 당시에 문을 닫은 채로 남아 있다면 많은 경제적 피해를 입을 것이다."
지역 경제를 지원하고 지역 기업에 노동력을 제공하기 위해 대학생에 의존하는 작은 마을들은 특히 학교 폐쇄와 학생들의 캠퍼스 이탈에 영향을 받는다. 뉴욕 이타카에서 코넬 대학교 학생들은 톰킨스 카운티에서 일주일에 최소 4백만 달러를 썼다. 코넬 대학교가 봄방학과 가상 교육으로 전환한 후 학생들을 집에 남겨두기로 결정하자, 이타카 시장은 "즉각적이고 강력한 연방 조치를 취할 것"이라고 촉구했다. 또한 "코넬 대학교가 문을 닫은 결과로 우리는 끔찍한 경제적 영향을 보게 될 것이다"라고 전했다.

## 미국 유학생에 미치는 영향
유학생들은 다양성, 연구, 문화 융성, 경제 등 교육의 다양한 측면에 기여해왔다. 그들은 종종 교육에 더 높은 비용을 지불하고 위기 상황에서 정부와 행정의 보호 없이 더 높은 위험에 직면한다. 코로나가 그런 때다.
코로나19 팬데믹 기간 동안, 국제 학생들은 국내 학생들에 비해 불리한 상황에 직면한다. 이는 주로 "국경 폐쇄, 급격한 비자 및 이민 정책 변경"이라는 이민 관련 정부 결정 때문이었다(Mbouse et al., 2022). 유학생들은 국내 학생들에 비해 정신 장애와 우울증 발병률이 더 높았다.
유행병은 생활 방식의 변화를 강요했다. 가장 중요한 변화는 컴퓨터 화면 시간의 증가와 함께 기술의 사용이다. 결과적으로, 그것은 유틸리티 소비의 증가로 이어진다. 하지만, 유학생들은 정부의 재정 지원을 받을 자격이 없었다. 게다가, 미국의 국제 학생들의 건강 관리 비용은 미국 시민들과 거주자들보다 현저하게 높았다. 이러한 의료 관련 재정 부담은 코로나19와 같은 건강 비상사태 때 더욱 심각해져서 유학생들에게 추가적인 재정 스트레스와 걱정을 안겨주었다.
학업 스타일의 변화는 국제 학생들이 미국 교육에 기대하는 것과 반대였다. 또래와 직접 소통하고 사회·전문 네트워크를 구축하지 못했으며, 학교 내 자원과 편의 시설에 대한 접근이 제한되면서 학생들의 삶과 일의 질이 떨어졌다. 유학생들은 평상시 일상적인 도전 외에도 이러한 학업 장애물에 적응해야 했다.

### 미국 유학생 감소
이민세관집행국(ICE)은 2020년 미국의 유학생 인구가 2019년에 비해 크게 감소했음을 보여주는 자료를 보고한다. 2020년 미국에서 유학생 인구가 가장 눈에 띄는 감소는 국경 폐쇄, 국제선 결항, 이민 정책 변화에 따른 신규 재학생 수 감소에서 비롯된다.
|                                       | 2019년 대비 2020년 감소율 |
| ------------------------------------- | ------------------------- |
| 현역 유학생 SEVIS 기록                | 17.86%                    |
| 미국 학교의 새로운 유학생 등록        | 79%                       |
| 새로운 F-1 유학생                     | 91%                       |
| 새로운 M-1 유학생                     | 72%                       |
| 미국 K-12 프로그램에 등록된 유학생 수 | 24.6%                     |

### "미국 우선" 정책
많은 이민 정책들이 온라인 강좌를 수강하는 유학생들을 미국에서 강제로 내보내거나 재입국을 막기 위해 도입되었다. 완전 원격 운영으로 전환한 학교의 유학생들은 합법적으로 빨리 미국을 떠나야 했고 교통수단을 얻는 데 도움을 받지 않았다. 원격 및 실지 운영이 혼재된 기관에 다녔던 F-1 비자를 소지한 학생은 온라인으로 한 과목만 수강하고 나머지 과정은 직접 수강하는 것이 제한된다. 유학생들은 또한 그들의 학교 프로그램이 온라인이 아니라는 것과 그들이 적절한 수의 온라인 수업을 받고 있다는 것을 증명하기 위해 학교에서 특별 인증서를 받아야 했다. 미국 학생들에게는 이와 유사한 제한 정책이 발표되지 않았다.

## 위기 대응

### 유네스코 권고사항

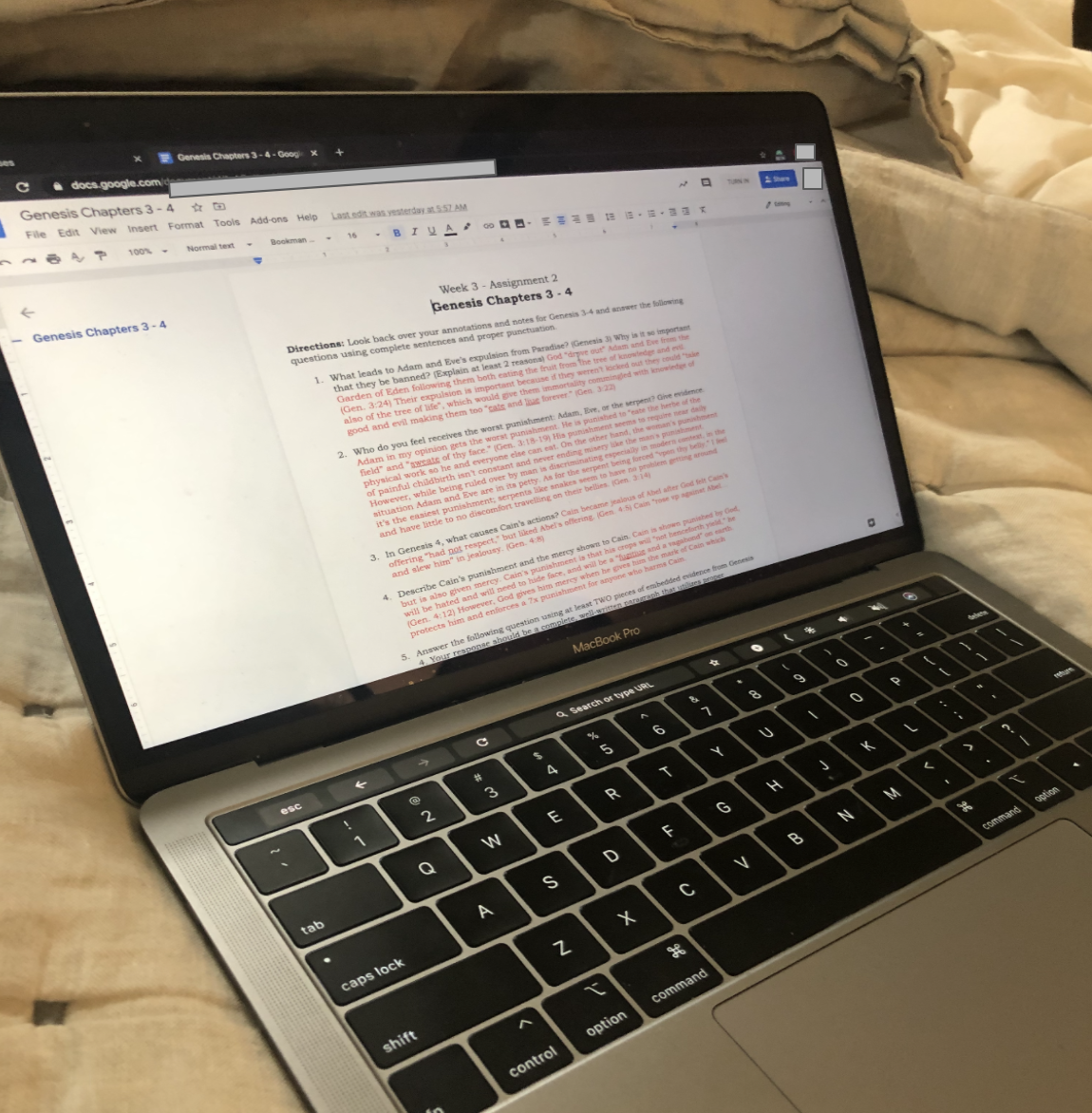
텍사스 공립 학교의 COVID-19 대유행 중 디지털 과제

유네스코는 온라인 학습에 참여하기 위한 10가지 권고안을 제시했다:
1. 준비 상태를 살펴보고 가장 적절한 도구를 선택: 지역 전력 공급의 신뢰성, 인터넷 연결성, 교사와 학생의 디지털 기술을 바탕으로 첨단 기술 및 저기술 솔루션 사용을 결정한다. 이것은 통합된 디지털 학습 플랫폼, 비디오 수업, MOOC를 통해 라디오와 TV를 통한 방송에 이르기까지 다양할 수 있다.
2. 원격 학습 프로그램의 포함 여부 확인: 장애인이나 저소득층 학생을 포함한 학생들이 디지털 기기에 접근할 수 있는 경우 원격 학습 프로그램에 접근할 수 있도록 하는 조치를 시행한다. 이러한 장치를 컴퓨터 실험실에서 가족으로 일시적으로 분산시키고 인터넷 연결을 지원하는 것을 고려한다.
3. 데이터 개인 정보 보호 및 데이터 보안: 데이터 또는 교육 리소스를 웹 공간에 업로드할 때, 그리고 다른 조직 또는 개인과 공유할 때 데이터 보안을 평가한다. 애플리케이션 및 플랫폼 사용이 학생의 데이터 개인 정보를 침해하지 않도록 한다.
4. 가르치기 전에 심리 사회적 문제를 해결하기 위한 해결책의 우선순위 지정: 학교, 부모, 교사 및 학생을 서로 연결하기 위해 사용 가능한 도구를 동원한다. 공동체를 만들어 정기적인 인간 상호작용을 보장하고, 사회적 돌봄 조치를 가능하게 하며, 학생들이 고립될 때 직면할 수 있는 심리 사회적 문제를 해결한다.
5. 원격 학습 프로그램의 학습 일정 계획: 가능한 휴교 기간을 조사하고 원격 학습 프로그램이 새로운 지식을 가르치는 데 초점을 맞춰야 하는지 또는 선행 학습에 대한 학생들의 지식을 향상시켜야 하는지 결정하기 위해 이해 관계자들과 토론을 조직한다. 영향을 받는 지역의 상황, 학습 수준, 학생들의 요구 사항 및 학부모의 가용성에 따라 일정을 계획한다. 휴교 및 재택 방역 현황에 따라 적절한 학습 방법론을 선택한다. 대면 커뮤니케이션이 필요한 학습 방법론을 피한다.
6. 교사 및 학부모에게 디지털 도구 사용에 대한 지원 제공: 모니터링과 편의가 필요한 경우 교사와 학부모를 위한 간단한 교육이나 오리엔테이션도 준비한다. 교사가 수업의 실시간 스트리밍을 제공해야 하는 경우 인터넷 데이터 사용에 대한 해결책과 같은 기본 설정을 준비할 수 있도록 지원한다.
7. 적절한 접근 방식을 혼합하고 애플리케이션 및 플랫폼의 수를 제한: 동기식 커뮤니케이션과 수업, 비동기식 학습 모두에 사용할 수 있는 도구나 미디어를 혼합한다. 너무 많은 응용 프로그램이나 플랫폼을 다운로드하고 테스트하도록 요청하여 학생과 학부모에게 과부하를 방지한다.
8. 원격 학습 규칙을 개발하고 학생의 학습 과정 모니터링: 원격 학습에 대한 부모 및 학생과 함께 규칙을 정의한다. 학생들의 학습 과정을 면밀히 모니터링하기 위해 조형적인 질문, 테스트 또는 연습 문제를 설계한다. 학생들의 피드백 제출을 지원하는 도구를 사용하고 학부모에게 학생들의 피드백을 스캔하여 보내도록 요청하여 학부모에게 과부하가 걸리지 않도록 한다.
9. 학생의 자기 조절 능력을 바탕으로 원격 학습 단위의 지속 시간 정의: 특히 라이브 스트리밍 수업의 경우 학생의 자기 조절 수준과 메타인지 능력에 따라 일관된 타이밍을 유지하라. 가급적 초등학생 단위는 20분 이상, 중학생 단위는 40분 이하로 해야 한다.
10. 커뮤니티 만들기 및 연결 강화: 교사, 학부모, 학교 관리자의 커뮤니티를 만들어 외로움이나 무력감을 해소하고, 학습 곤란에 직면했을 때 대처 전략에 대한 경험 공유와 토론을 용이하게 한다.[302]

### 열린 교육 커뮤니티 응답
개방형 교육 커뮤니티 회원은 다음을 포함하여 COVID-19에 대응하여 개방형 교육 리소스(OER)를 공유했다.
- 학습 공동체는 "학습의 문을 열어두기"라는 자원을 만들었다. 보관됨 2021-06-03 - 웨이백 머신 이 프로젝트는 정책 입안자, 학교 및 대학 관리자, 교사, 학부모 및 학습자를 위한 큐레이션 된 리소스 목록을 통합하여 교육 기관 폐쇄 기간 동안 학생 학습을 지원한다. 이 중 대부분은 OER로 사용할 수 있다.
- COVID-19 시대의 교육과 학습을 위한 커뮤니티 기여 개방형 교육 리소스는 리소스의 공동 스프레드시트이다. 스프레드시트에는 K-12(기본/보조) 리소스, OER 리포지토리, OER 도구 키트, 학생 지원, 온라인 교육 등의 링크를 제공하는 여러 탭이 있다.
- OERU 온라인 과정은[303] OER 지원 온라인 학습의 설계 및 개발에 역량을 구축하기 위한 자원이다. OERU는 저작권 및 크리에이티브 커먼즈 라이선스에 대한 역량 인증에 대한 무료 액세스를 포함한 두 가지 편의 온라인 과정을 제공한다. 이 과정들은 OERU의 오픈 소스, 구성 요소 기반 디지털 학습 환경을 사용하여 자신만의 온라인 과정을 설계하고 게시하기를 원하는 참가자들에게 기술을 제공할 것이다.
- Teaching and Learning Online은 스킬스 커먼스와 메를롯의 웹사이트로 코로나19 대응 온라인 리소스 페이지를 무료로 제공한다. 이 페이지는 선생님과 학생들이 온라인으로 가르치고 배울 준비를 하는 데 도움이 된다.[304]
- 애리조나 대학 도서관은 "온라인 교육으로의 전환을 위한 도서관 지원" 페이지[305]와 무료 강좌 자료 웹 세미나를 만들었다.
- 위르레넨온라인(WirLernenOnline)은 초등학교, 중학교, 고등학교, 직업 교육에서 디지털 레슨을 위한 학습 자료를 찾기 위한 독일의 온라인 플랫폼이다.[306]

## 온라인 학습 플랫폼

### 코세라
학교가 문을 닫으면서 온라인 교육 플랫폼에 대한 수요가 증가했다. 온라인 강의가 가능한 코세라도 대유행 기간 동안 크게 성장했다.
- 코세라는 디지털 학습의 대유행으로 인한 붐으로 인해 전년 대비 59%의 수익 증가를 보였다.[309]
- 2020년 총 등록 사용자는 2019년에 비해 65% 증가했다.[310]
- 팬데믹 기간 동안 코세라는 또한 'Coursera Workforce Recovery Initiative'의 일환으로 70개국, 30개 미국 주 및 도시에 걸쳐 330개 이상의 정부 기관과 파트너 관계를 맺었다. 이는 정부가 실업 근로자들에게 다음과 같은 기업의 비즈니스, 기술 및 데이터 과학 기술을 위한 수천 개의 과정에 무료로 접근할 수 있도록 지원한다. 예시: 아마존과 구글[311]

### 줌
화상 회의와 온라인 강의실 편의를 위한 플랫폼의 필요성은 전염병으로 인해 생겨났다. 줌은 덜 알려진 작업 소프트웨어에서 가장 인기 있는 화상 회의 애플리케이션 중 하나로 크게 성장했다.
- 줌은 에릭 위안에 의해 2011년에 설립되었으며 2013년 초에 출시되었다.
- 줌의 2020년 매출은 2019년의 4배였다.[313]
- 2019년 12월, 줌의 일일 회의 참석자는 1,000만 명에 불과했다. 이 숫자는 전염병으로 인해 교실과 작업 공간이 온라인으로 3억 5천만 개로 이동했기 때문에 크게 증가했다.[314]
- 팬데믹 내에서 온라인 학습이 최고조에 달했을 때, 줌을 사용하는 학교는 9만 개가 넘었다.[315]
- 코로나 봉쇄 기간 동안 줌은 매일 2억에서 3억 명의 참가자가 있었다.
- 팬데믹 기간 동안 줌은 가장 빠르게 성장하는 앱 중 하나였다.
- 2021년, 줌은 40억 달러의 수익을 창출했다.

### Google 클래스룸
학교 폐쇄는 가상 교실 포털의 필요성을 만들었고, 구글 클래스는 많은 학교에 그 목적을 제공했다. 구글 스위트의 통합과 같은 교사들에게 과제를 업로드하고 제출하기 위한 학습 관리 도구를 제공했다. 구글 교실이 학교에서 큰 선택지가 되는 데 도움을 준 또 다른 요인은 많은 학교가 유행하기 전에 이미 활용했던 크롬북과의 통합이다.
- 2020년부터 2021년까지 Google Classroom은 4천만 명에서 1억 5천만 명 이상의 사용자로 증가했다.[317]

## 예방 접종

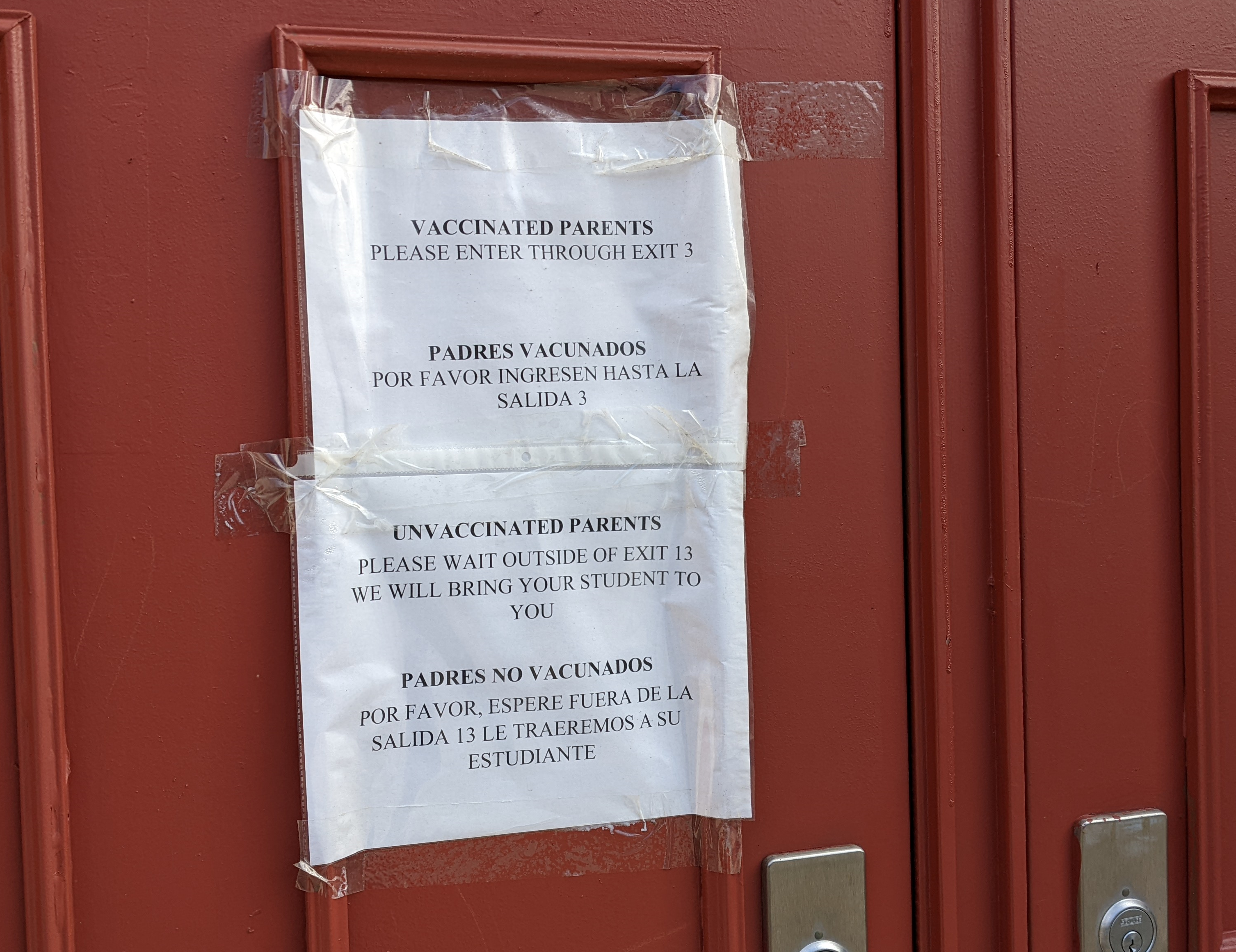
뉴욕의 한 초등학교에서 예방접종을 받은 학부모와 예방접종을 받지 않은 학부모를 위한 다양한 방과후 픽업 안내

미국의 1000개 이상의 대학들이 2021-2022학년도 동안 교내 학생들에게 코로나19에 대한 완전 백신을 접종할 것을 요구했다. 1000개 학교 중 300개가 넘는 학교가 학생들에게 부스터샷을 받도록 요구하고 있다. 이러한 의무는 팬데믹 시작부터 2021년 5월 말까지 70만 명 이상의 COVID 사례가 미국 대학과 연결된 후 나왔다. 이 대학들 중 다수는 특히 2021년 11월 연방 백신 의무사항이 발표된 후, 직원과 교수진도 완전한 백신 접종을 요구했다.
모든 주는 대학이 백신 의무에 대한 의료 면제를 제공하도록 요구하는 법을 가지고 있으며, 대부분 대학이 의무에 대한 종교적 면제를 제공하도록 요구하고 있다. 대학들은 예방접종 증거를 제공하거나 의학 또는 종교적 면제를 승인받은 학생들을 징계하기 위해 다양한 접근법을 취했다. 버지니아 대학교는 이미 2021년 가을 학기 수업을 등록한 49명의 학생들을 포함하여 이 규정을 따르지 않은 학생들을 등록에서 제외시켰다.

## 같이 보기
- 노트르담 대학교의 코로나19
- 정보 격차
- 2020년 COVID-19 팬데믹 기간 동안 홈스쿨링
- 코로나19 범유행의 예술계 여파
- 코로나19 범유행의 영화계 여파
- COVID-19 팬데믹이 과학 및 기술에 미치는 영향
- COVID-19 팬데믹이 스포츠에 미치는 영향
- 코로나19 범유행이 종교에 준 영향
- 1937년 시카고 공립 학교의 원격 교육